# Cultivar di Capsicum

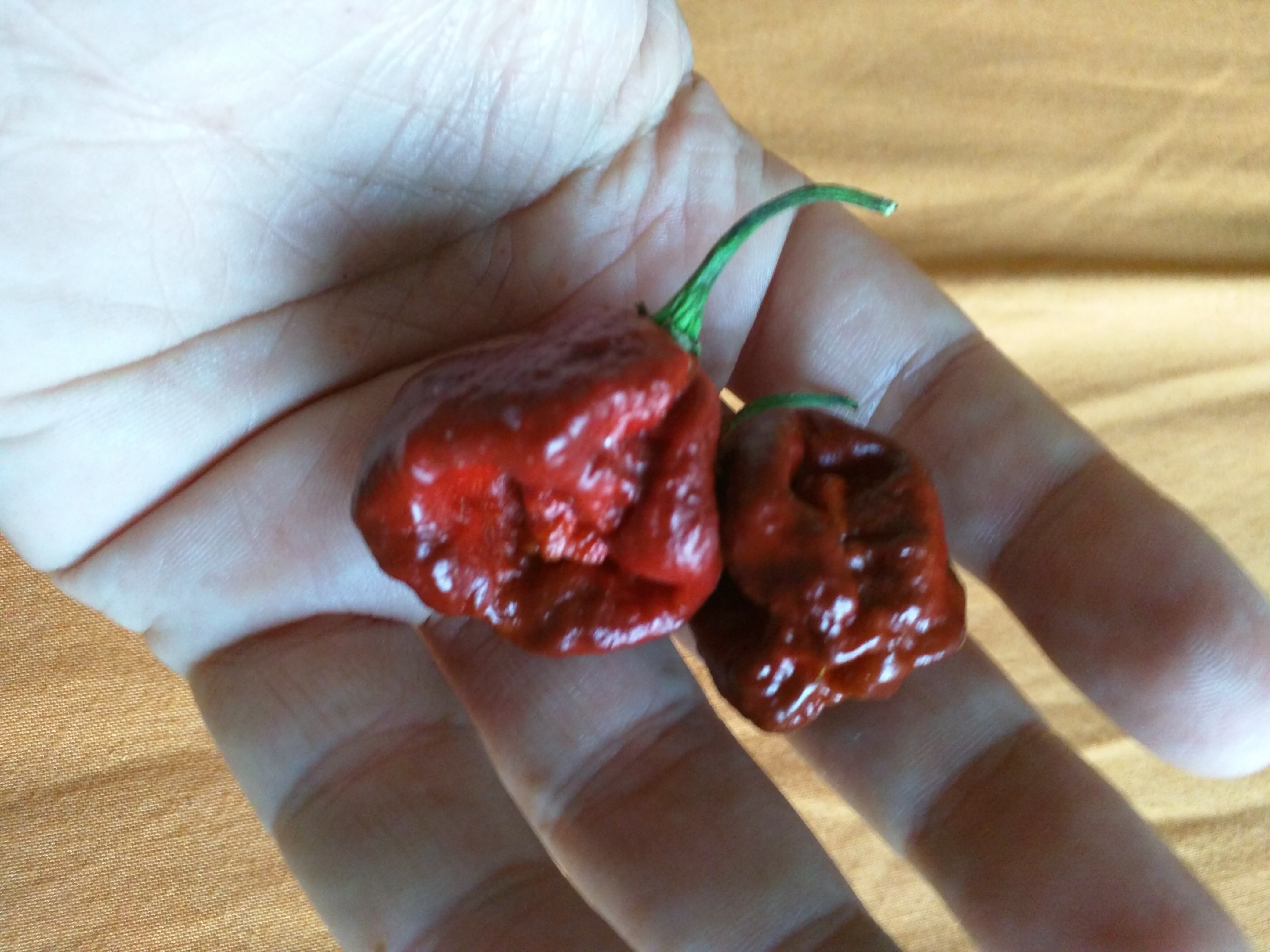
7 Pod Red

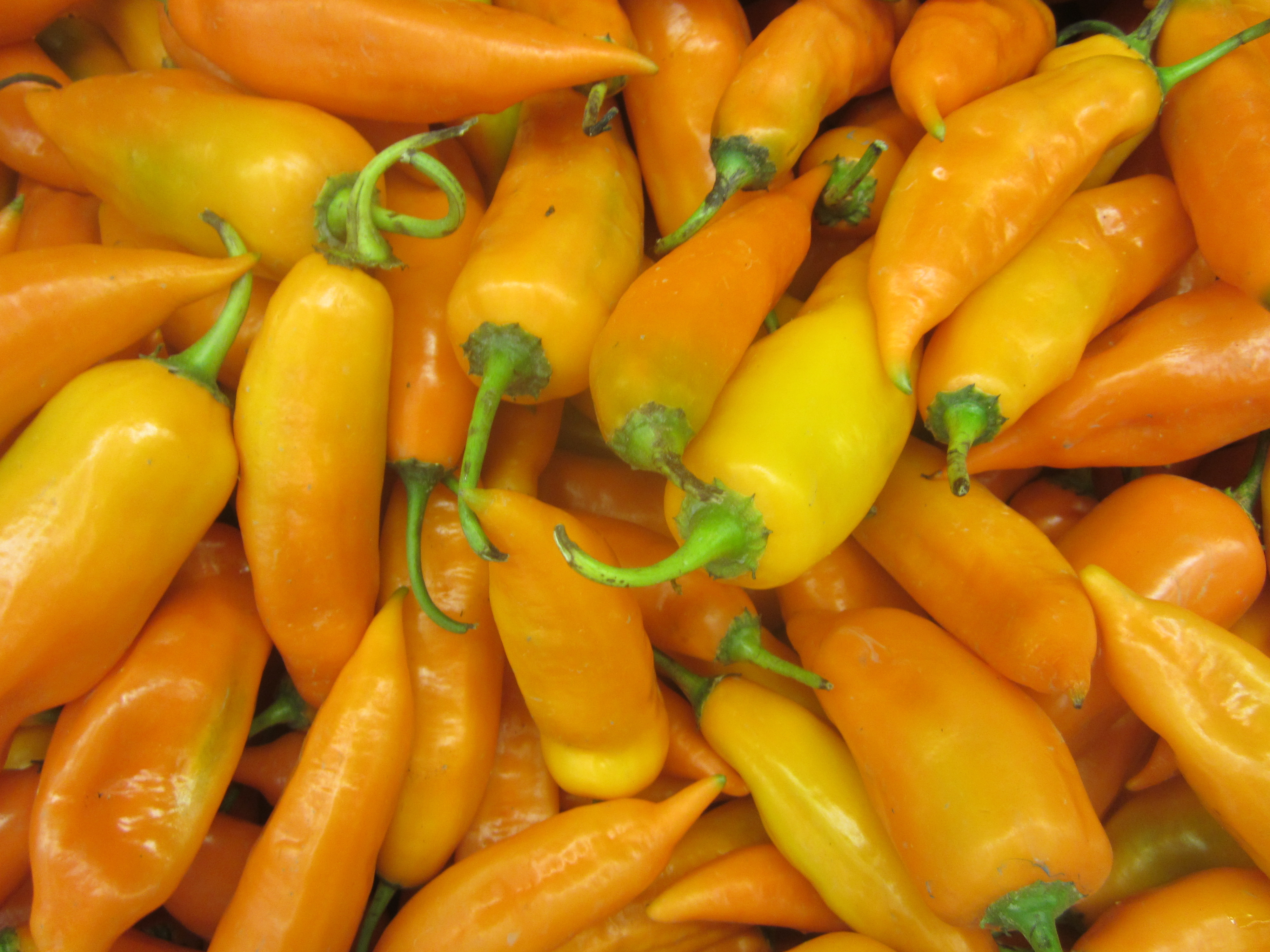
Aji amarillo

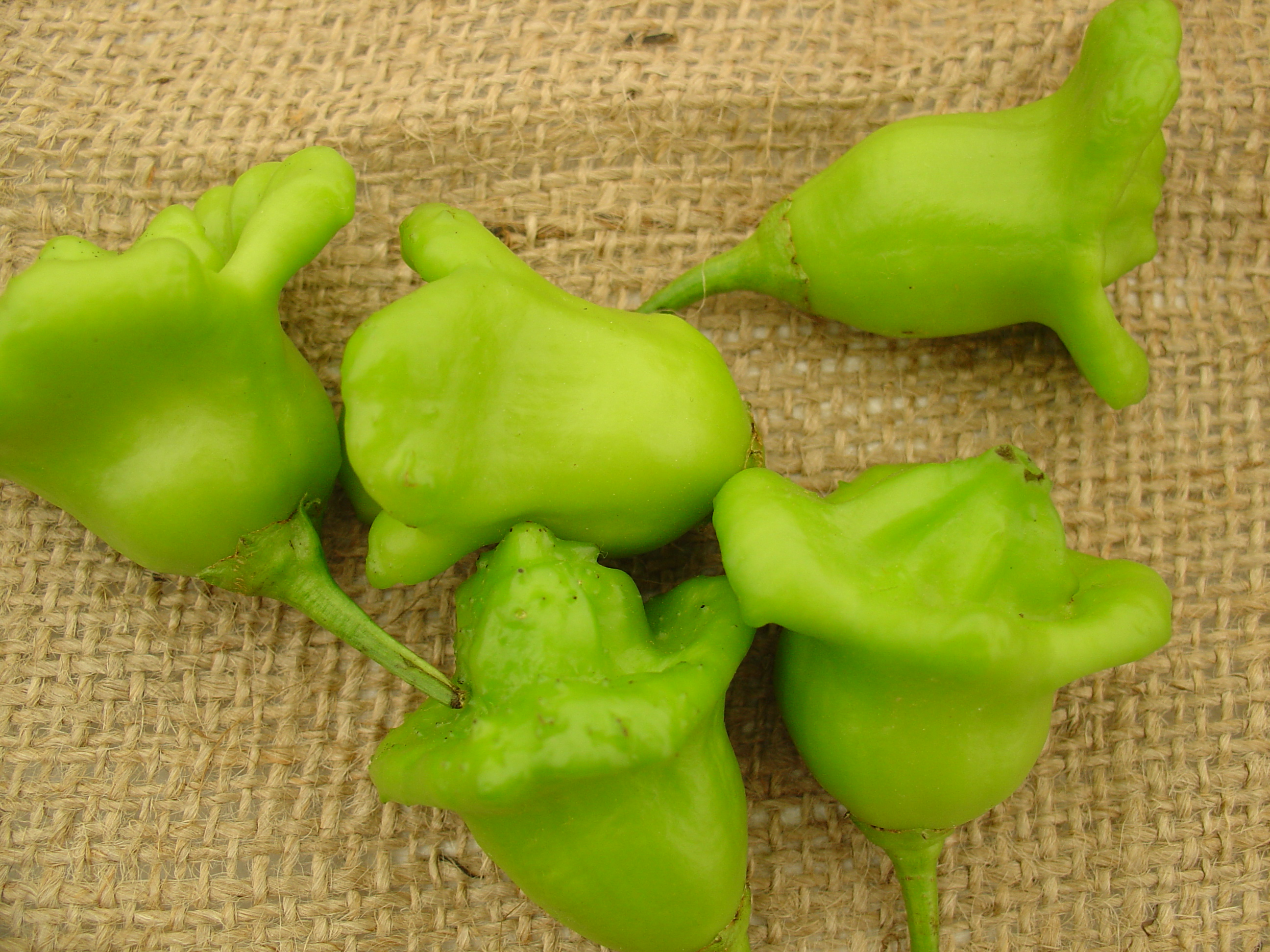
Bishop crown

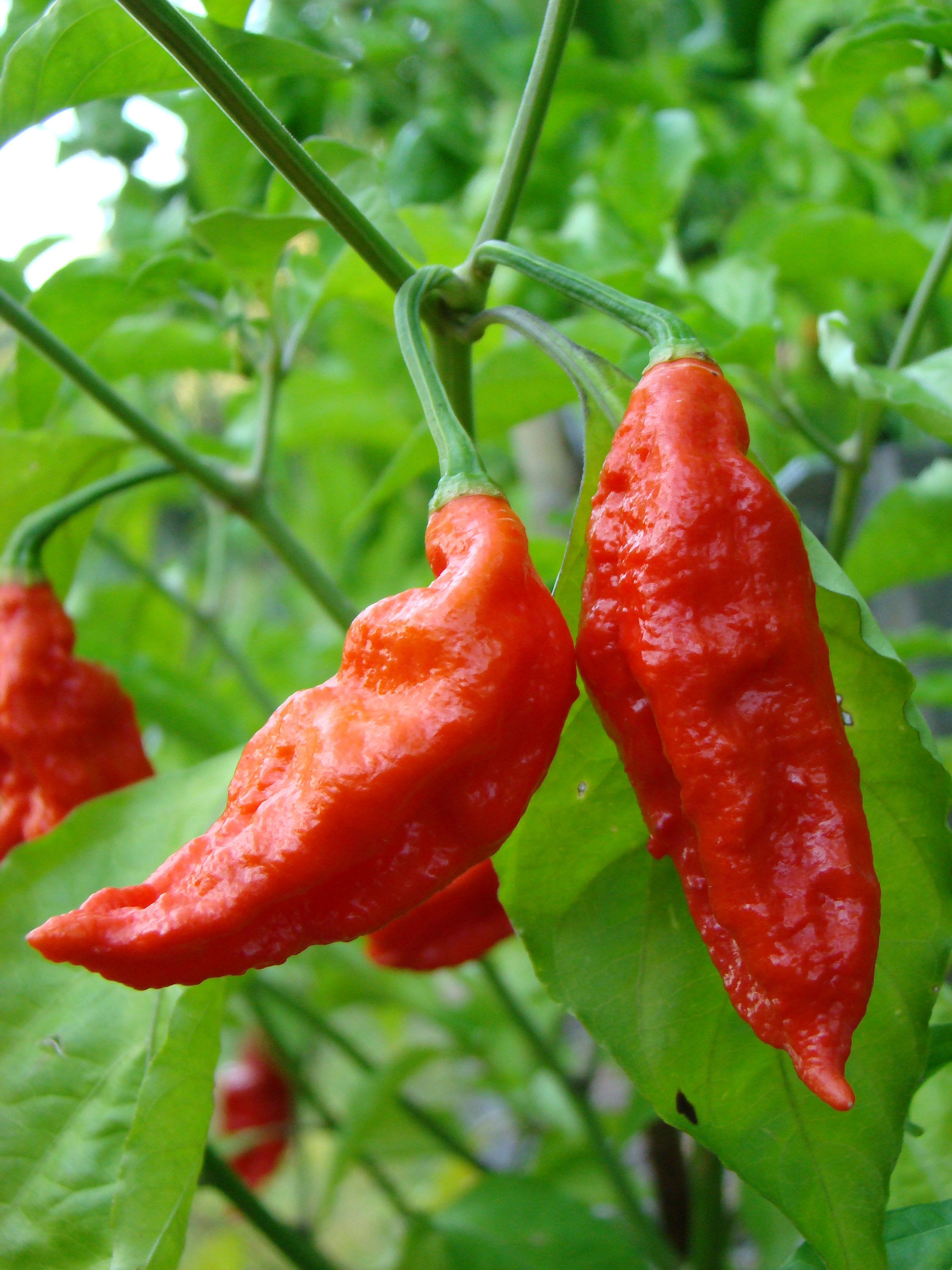
Bhut Jolokia

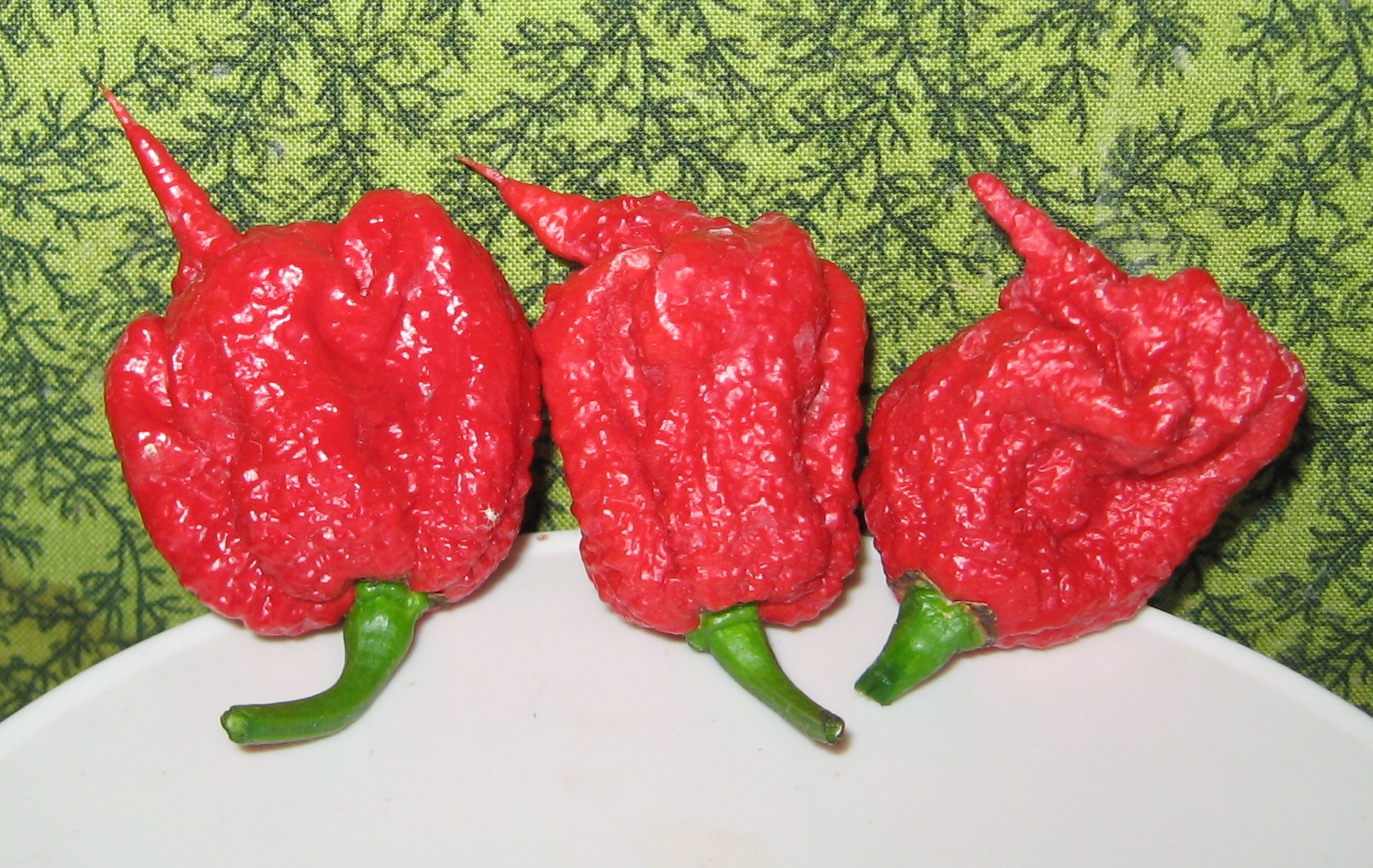
Carolina Reaper

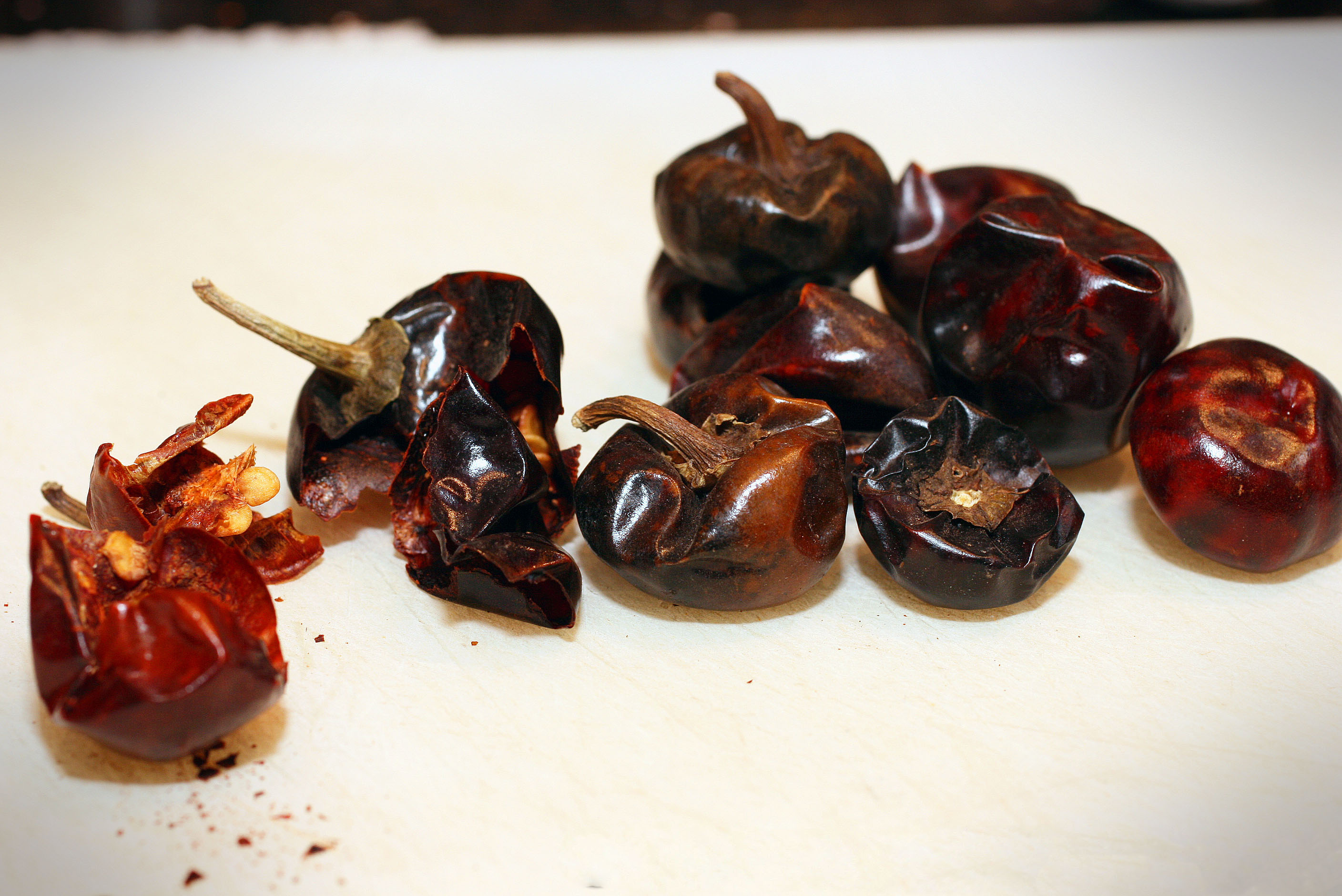
Cascabel

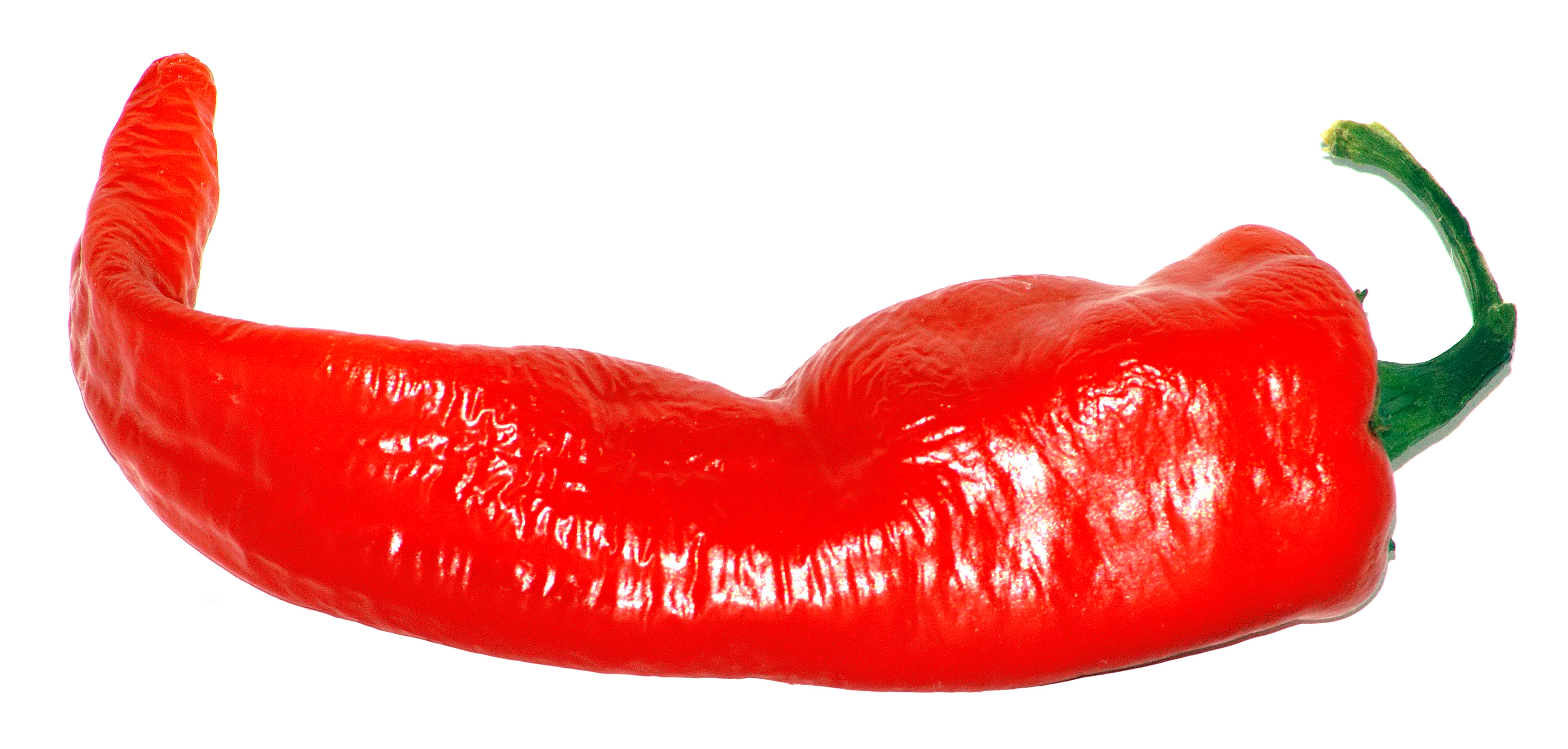
Cayenne

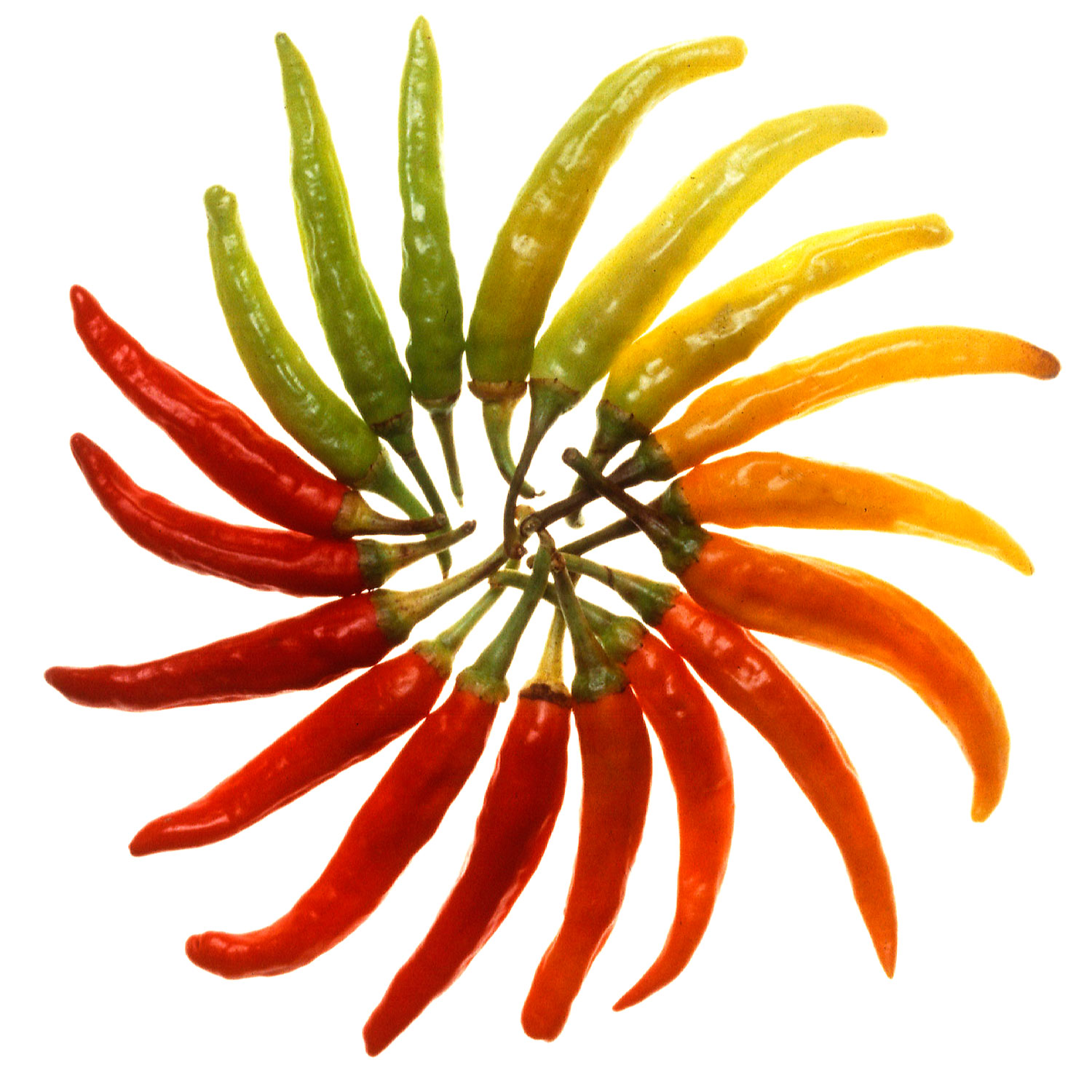
Charleston Hot

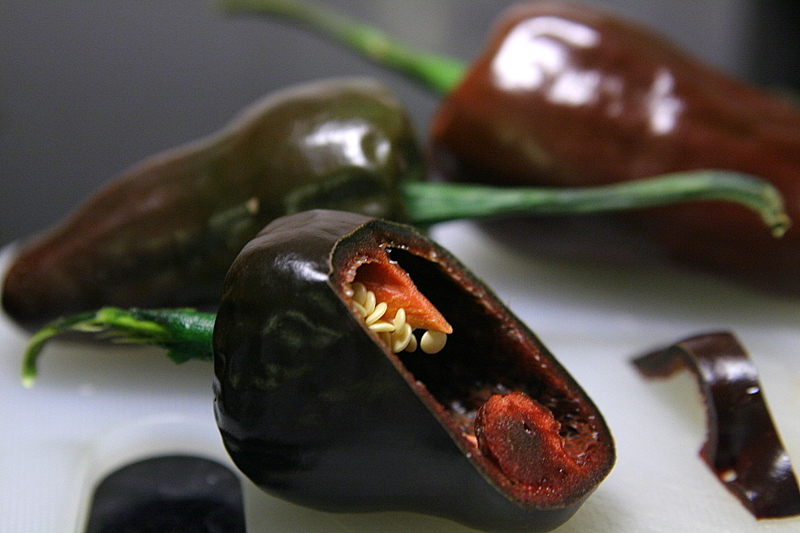
Chilhuacle Negro

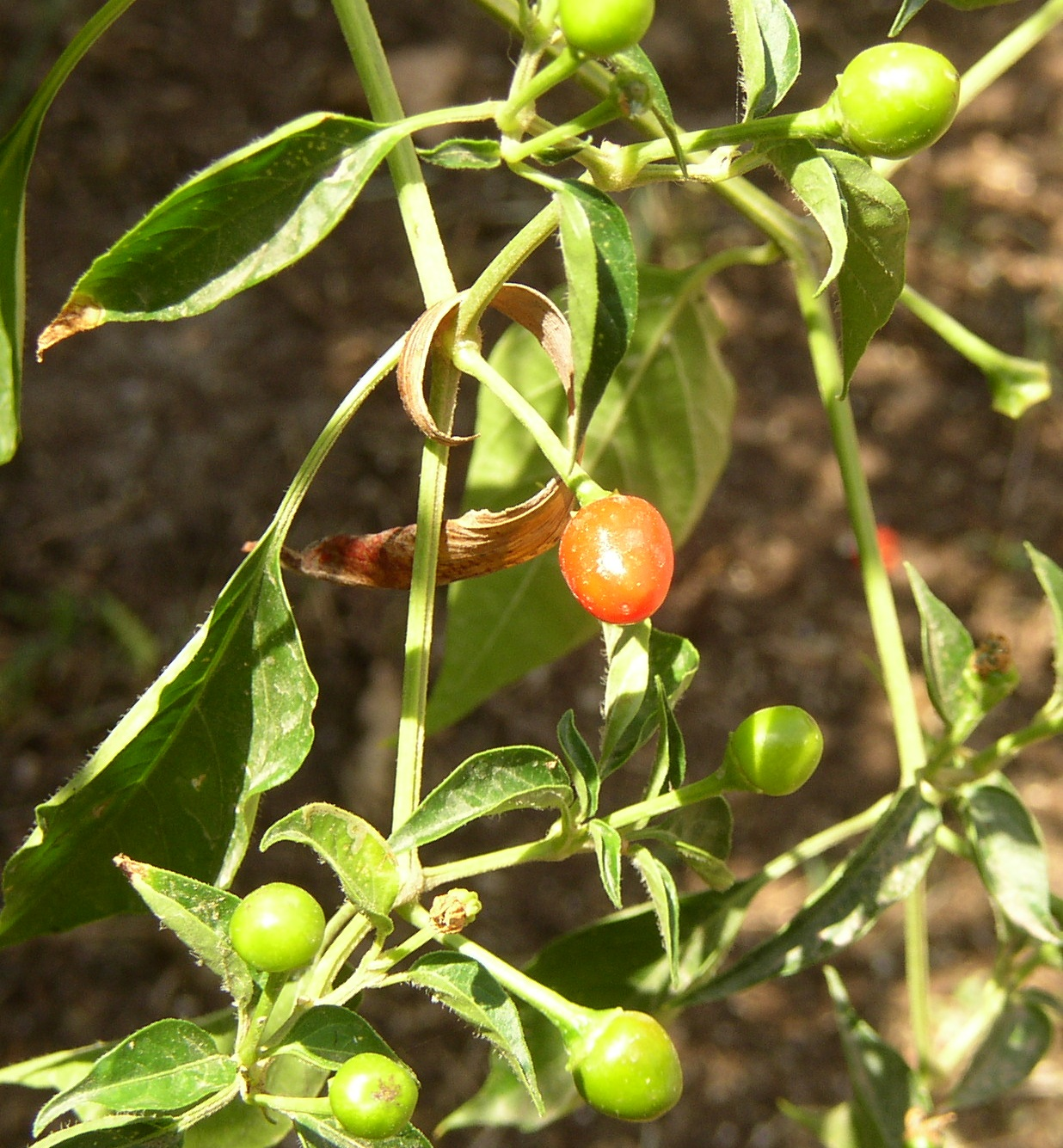
Chiltepin

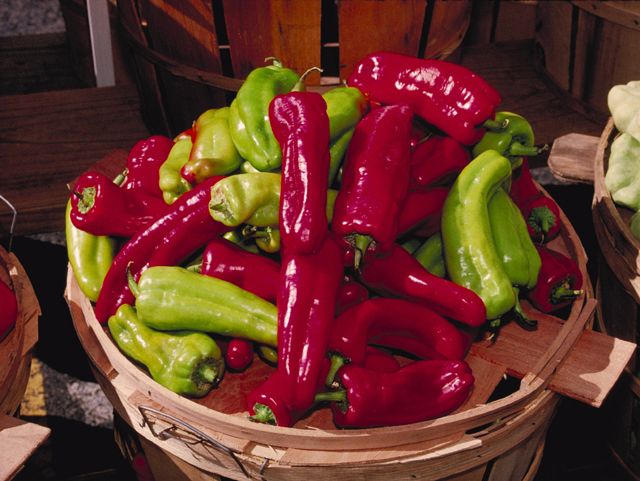
Cubanelle Sweet

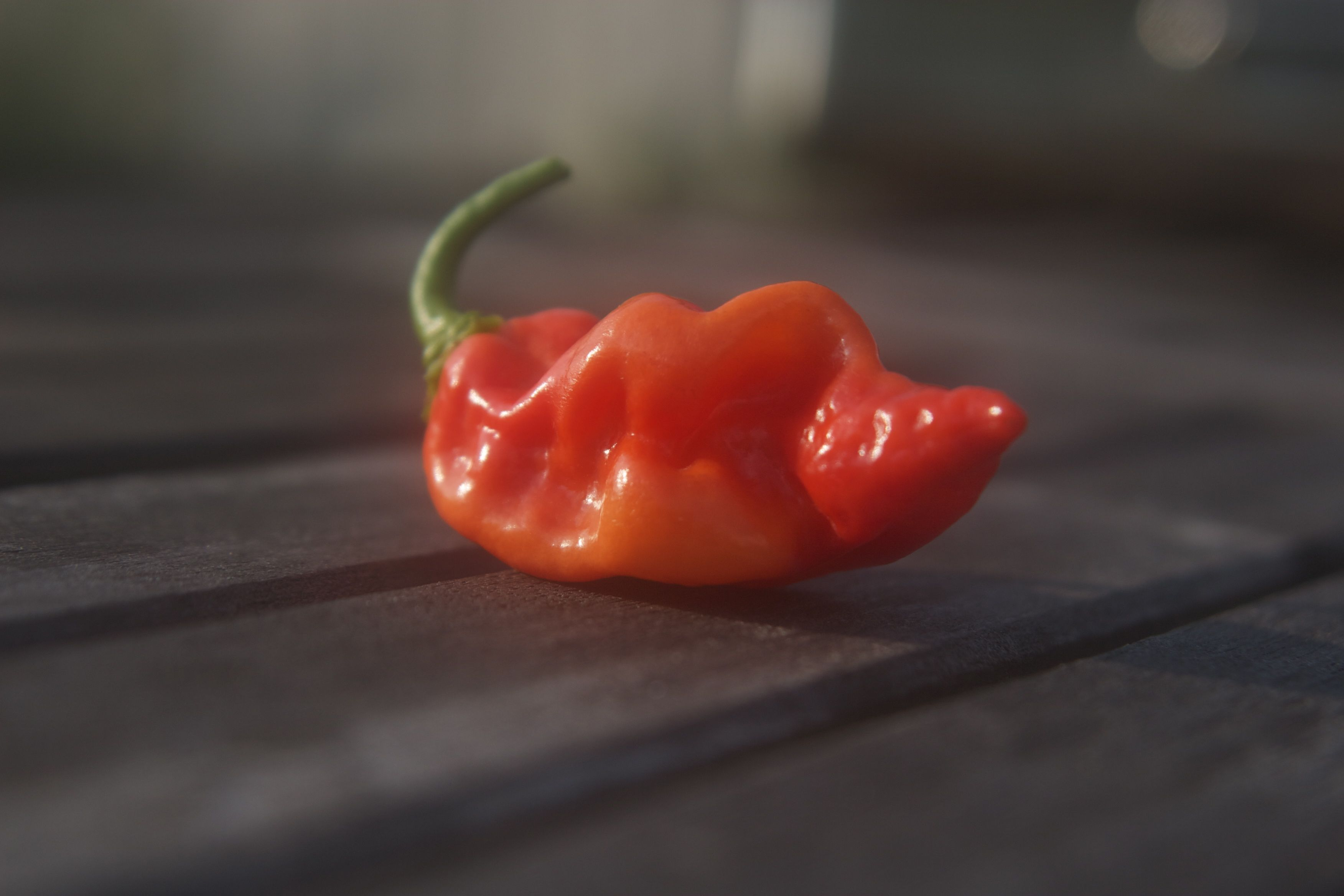
Dàtil

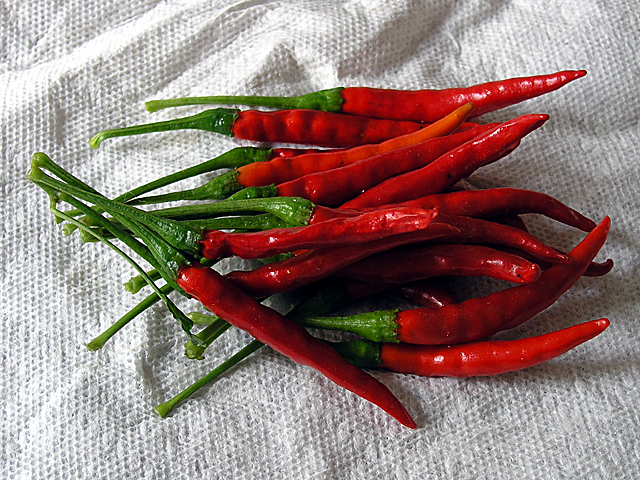
De Arbol

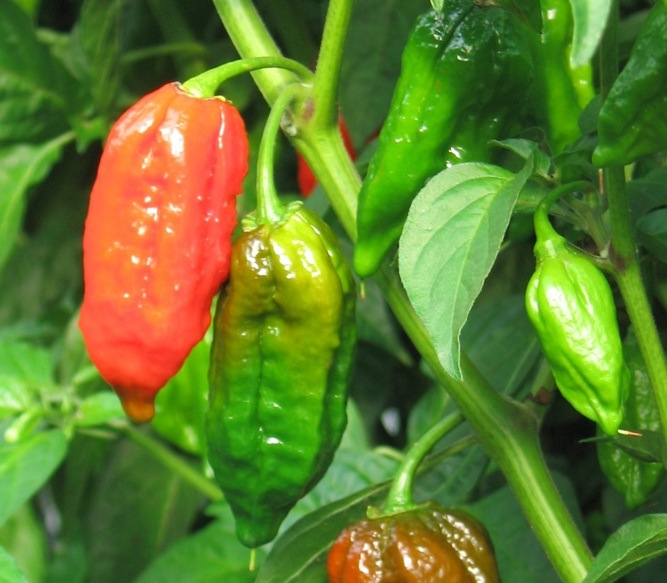
Dorset Naga

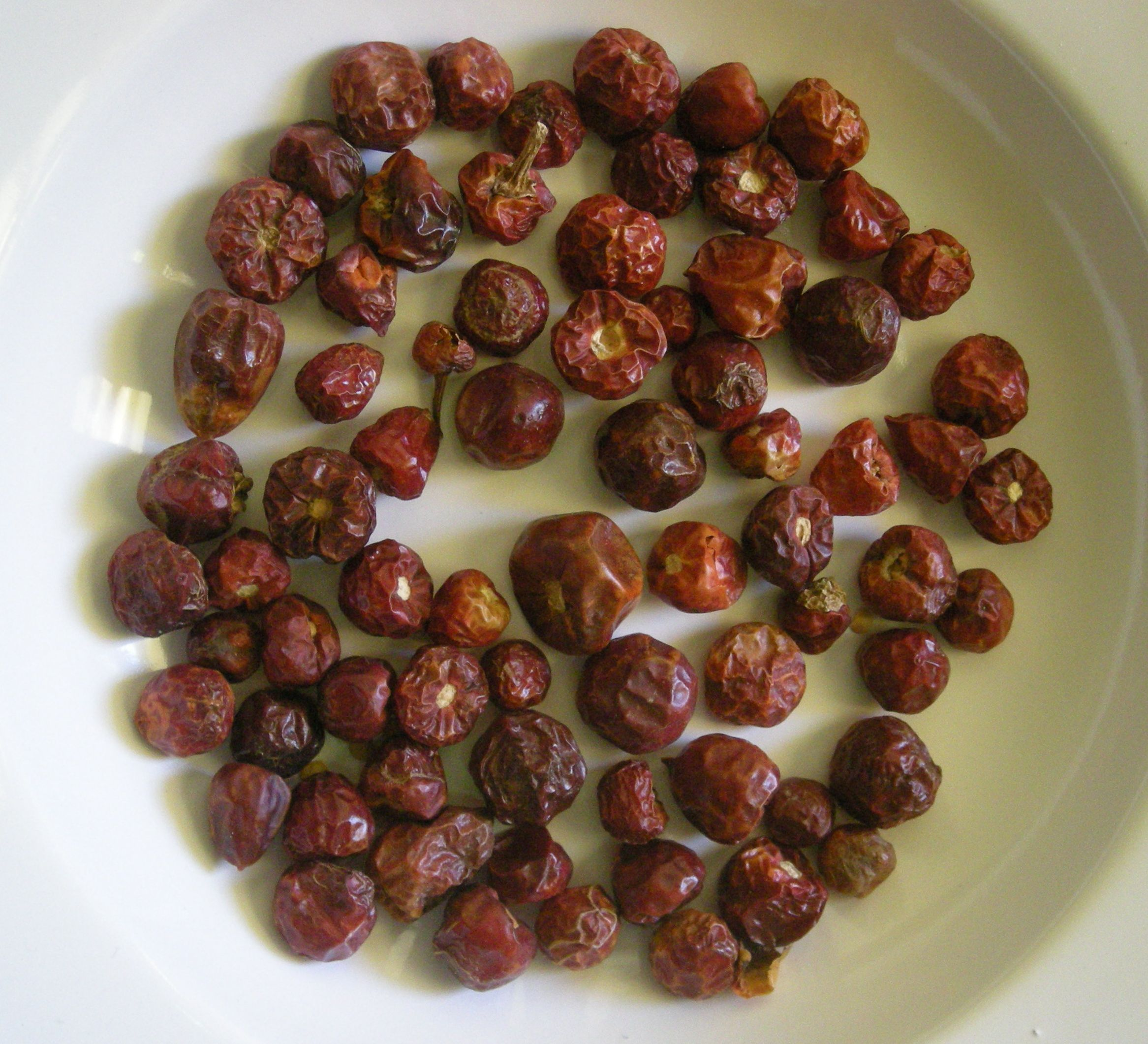
Dundicut

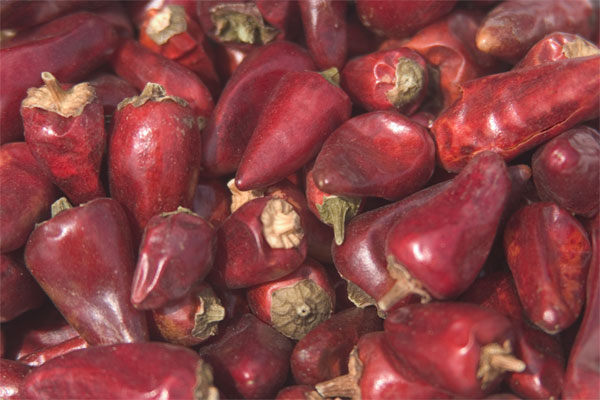
Facing Heaven

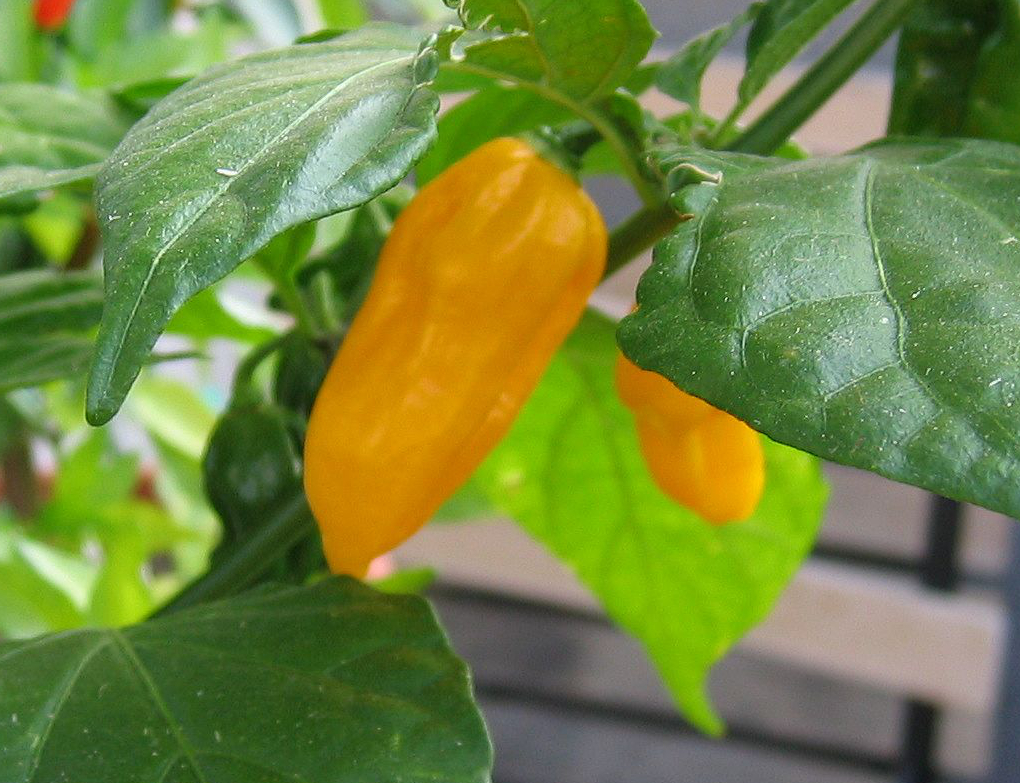
Fatalii

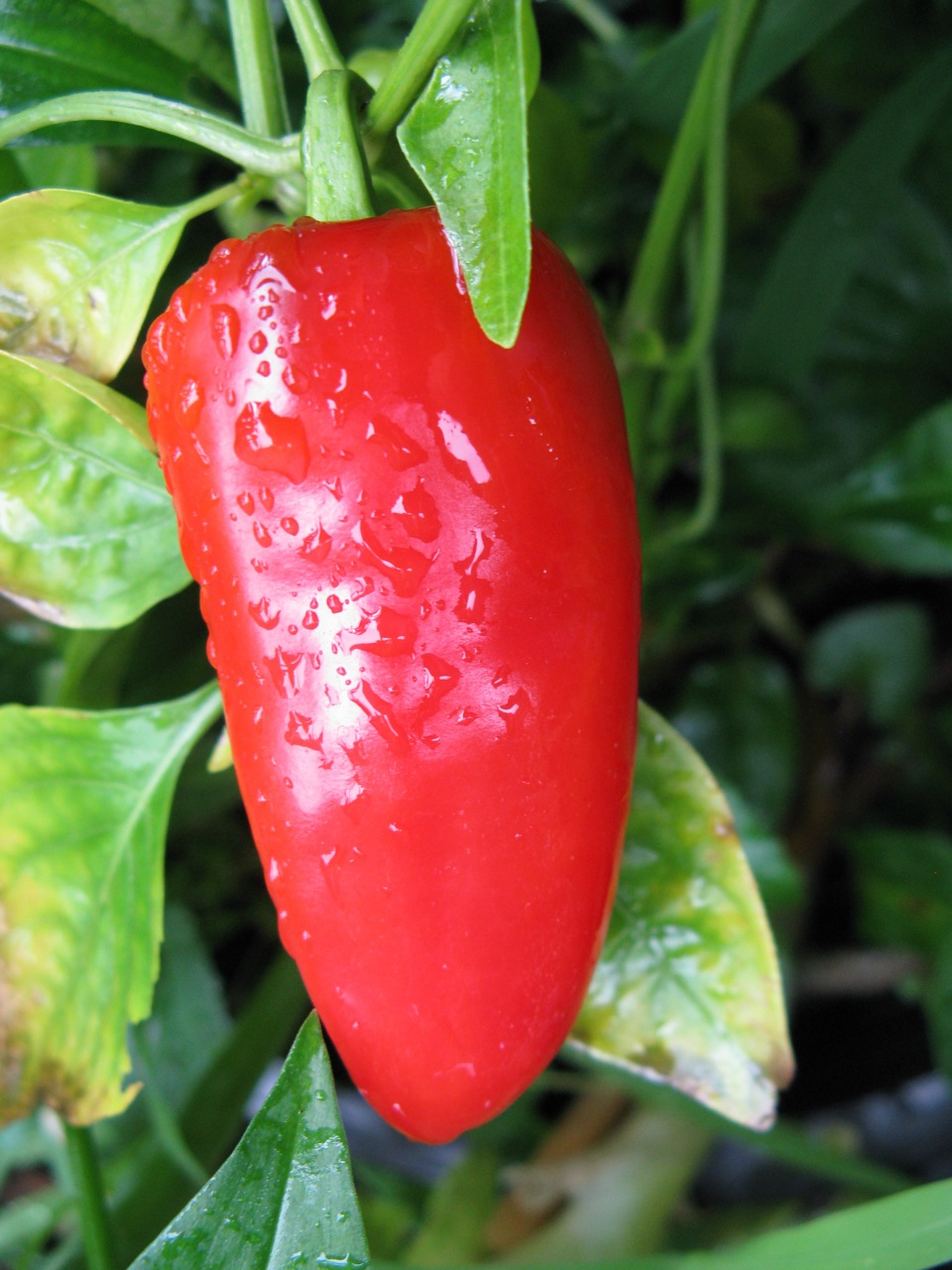
Fresno

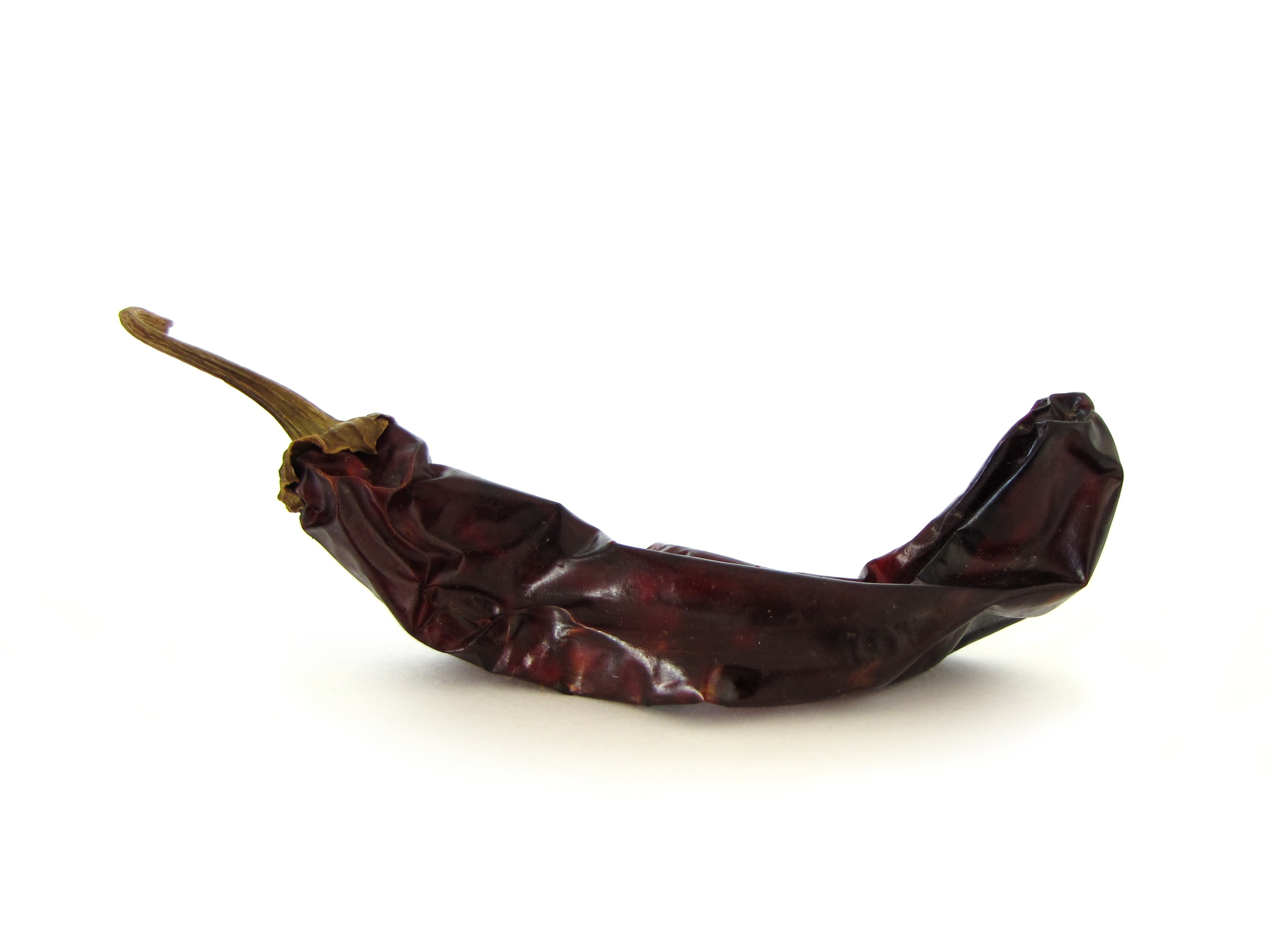
Guajillo

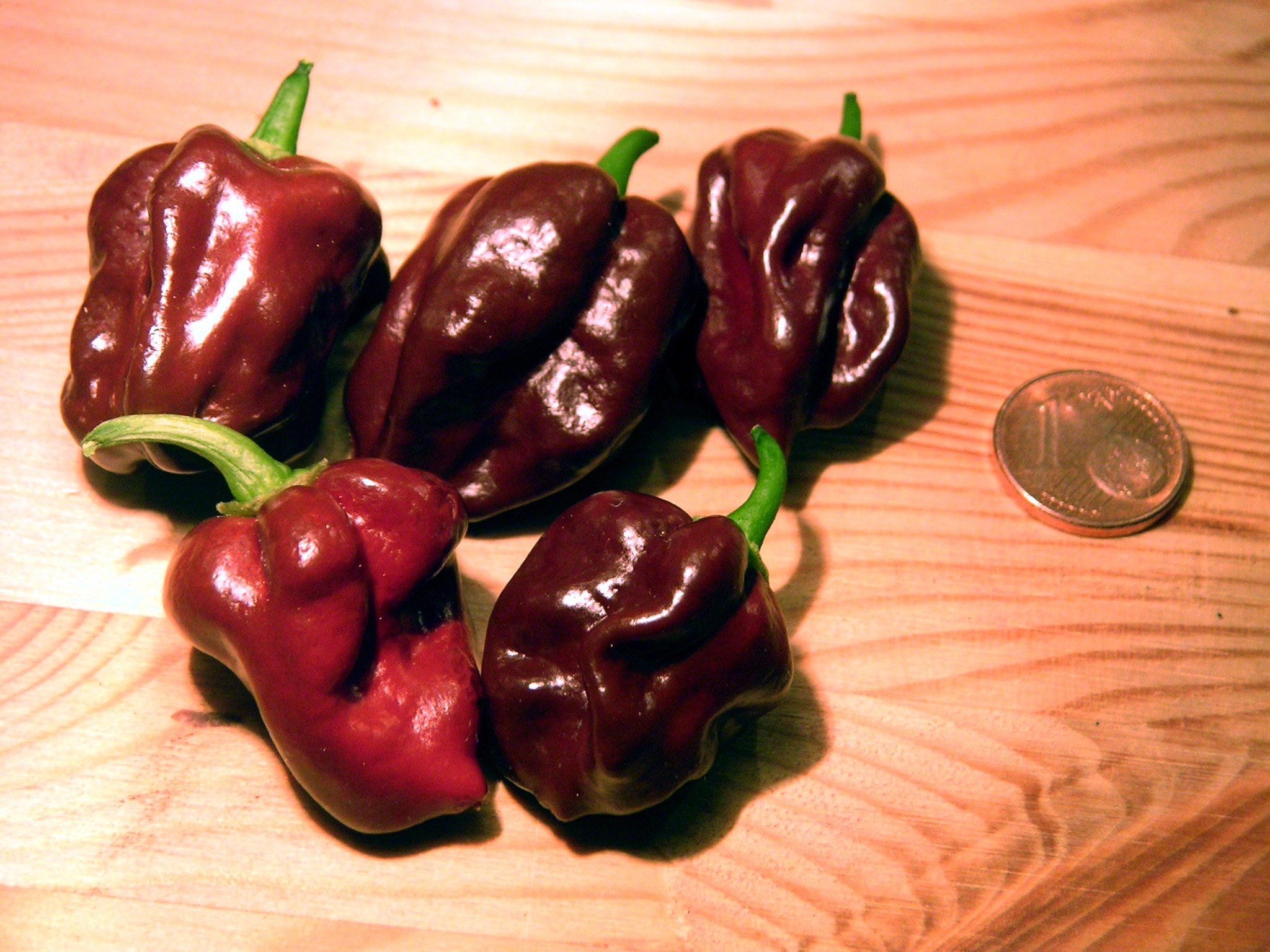
Habanero Chocolate

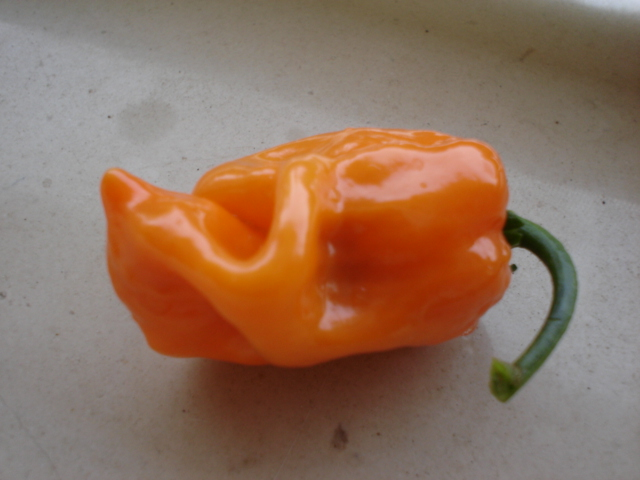
Habanero Orange

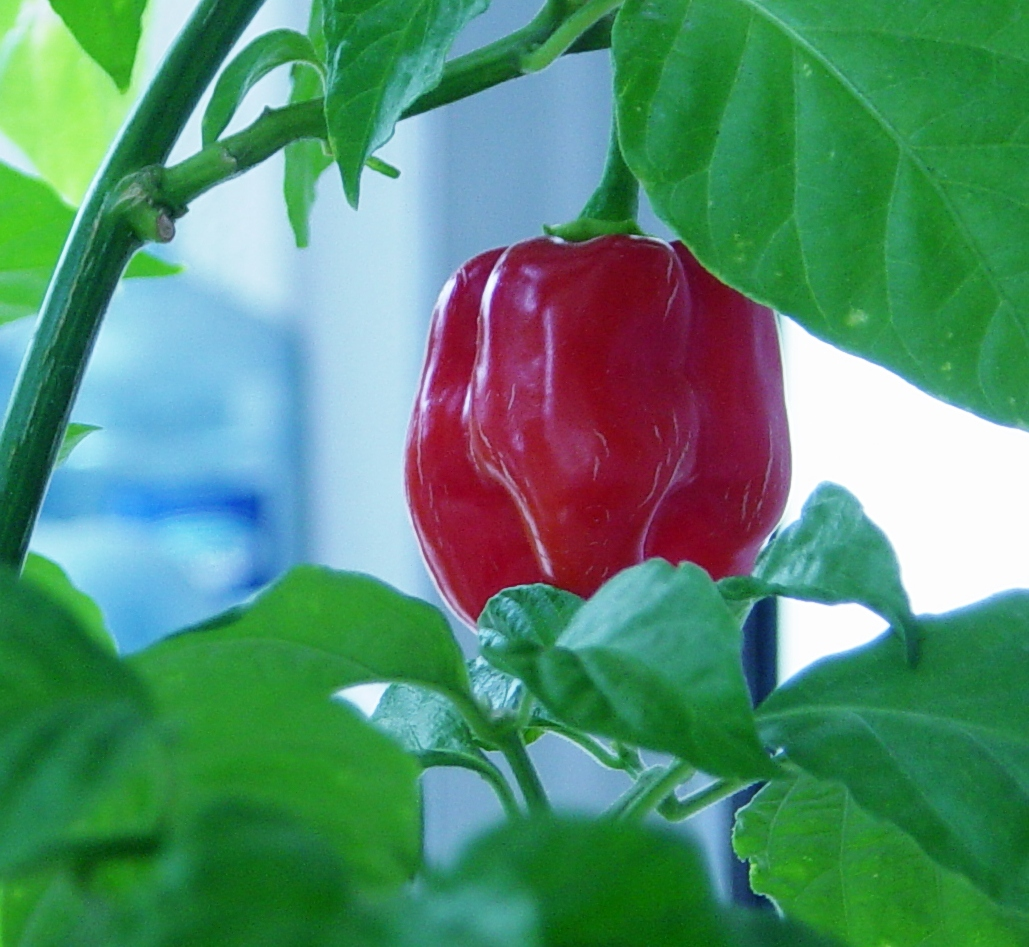
Habanero Red Savina

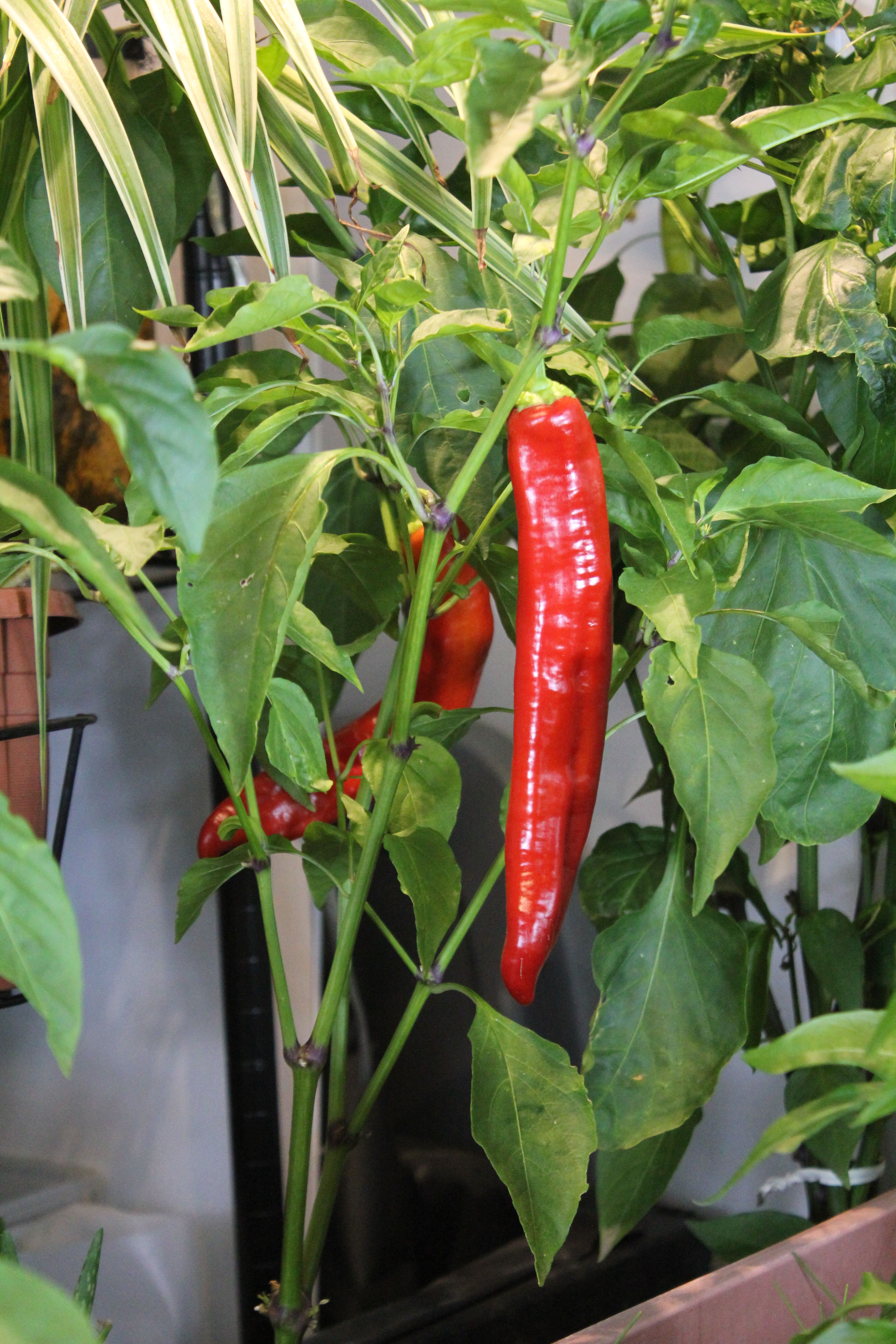
Hungarian Wax

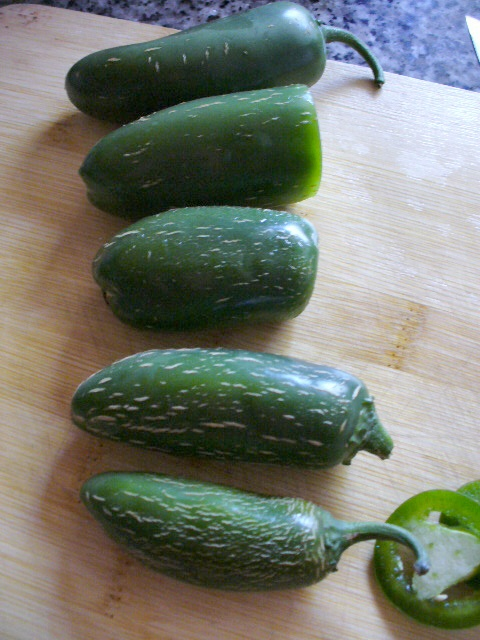
Jalapeño

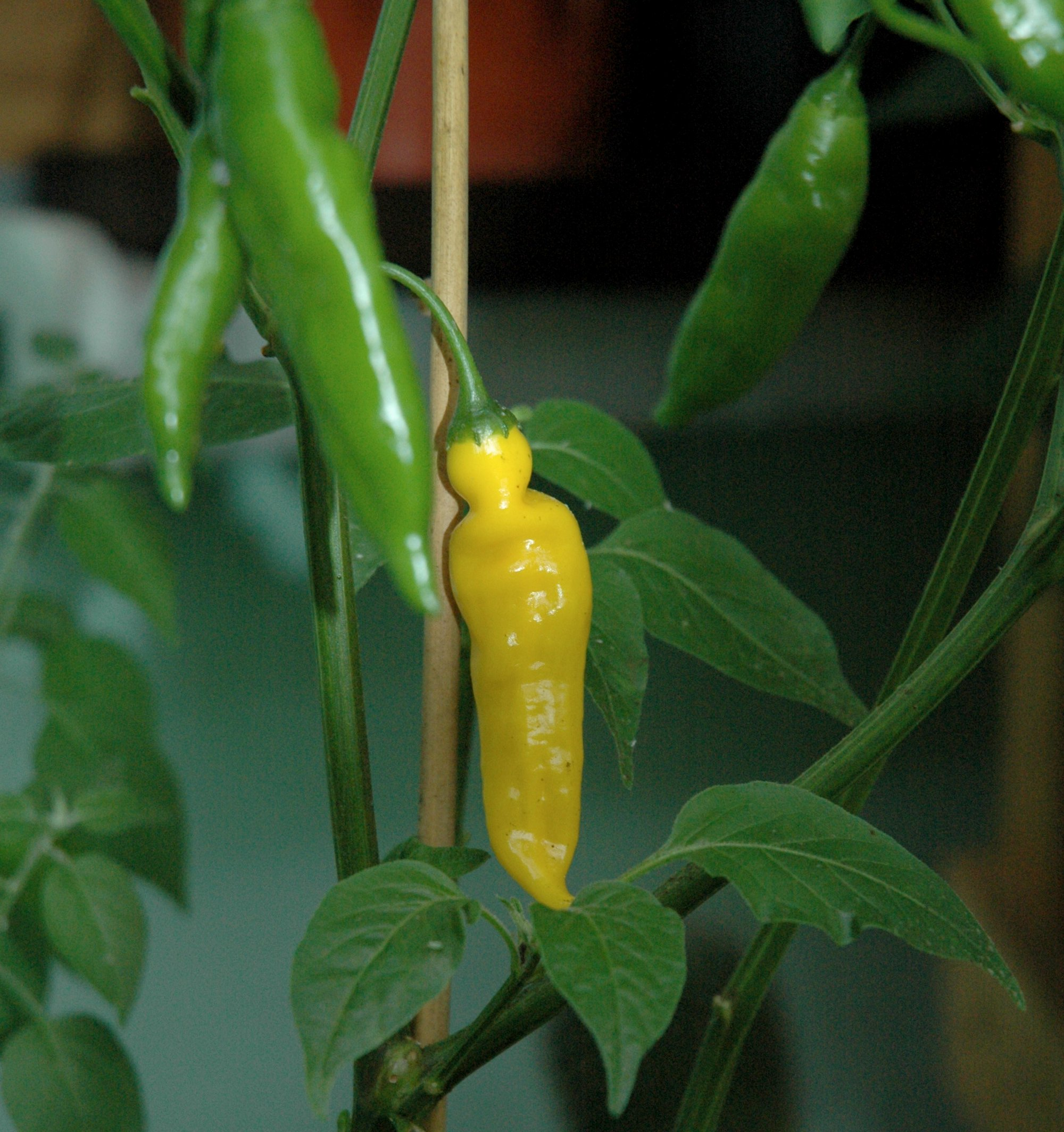
Lemon drop

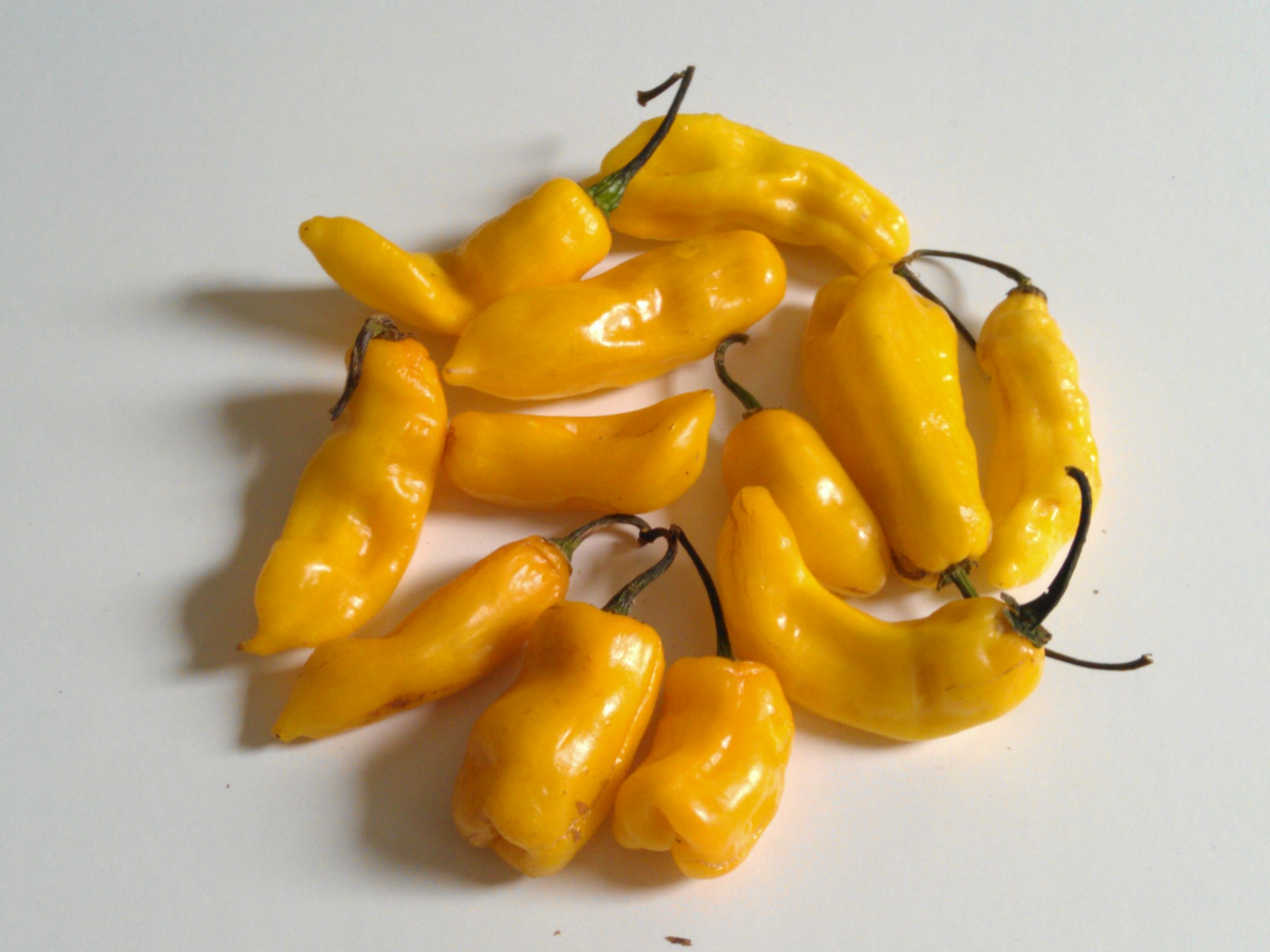
Madame Jeanette

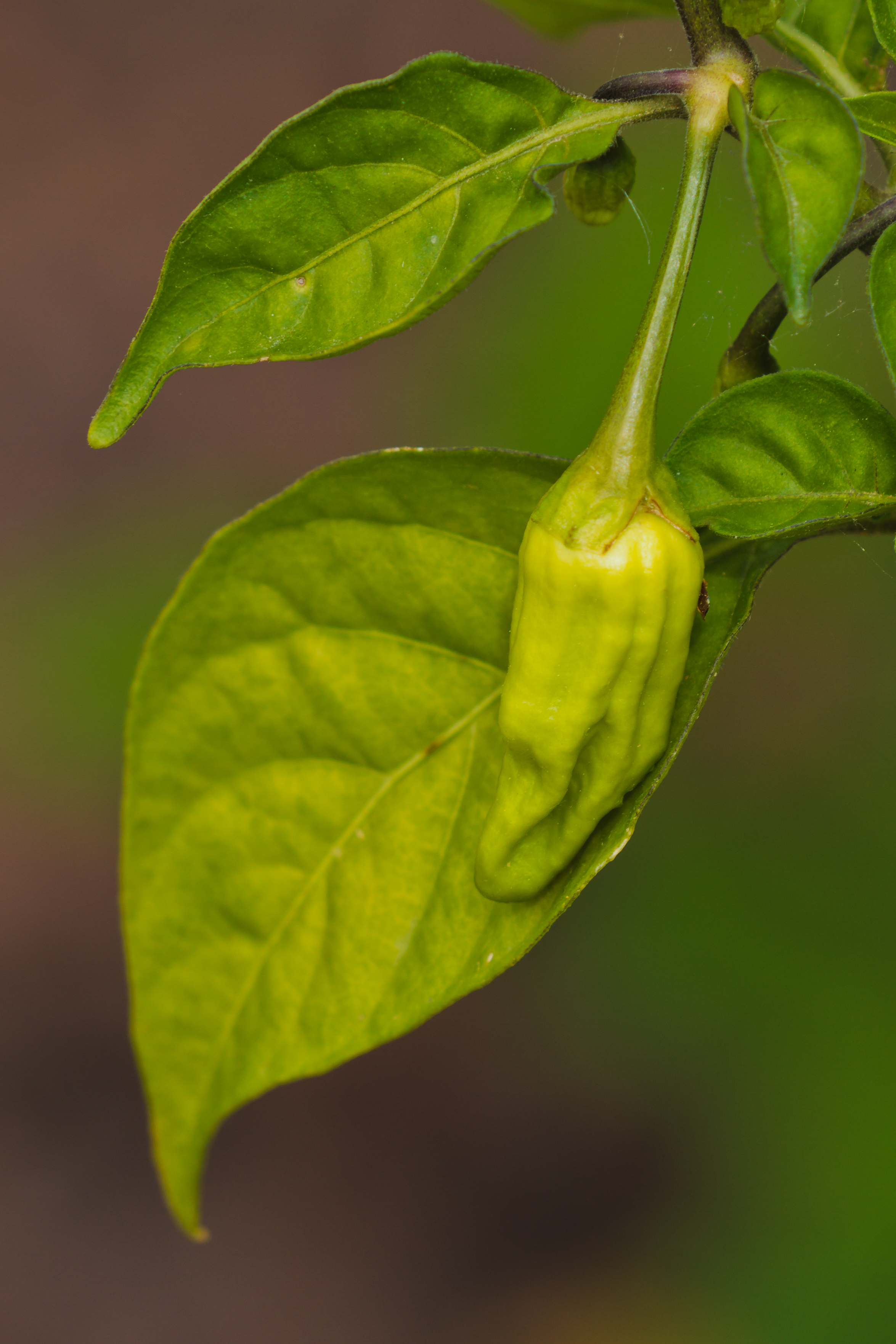
Naga Morich

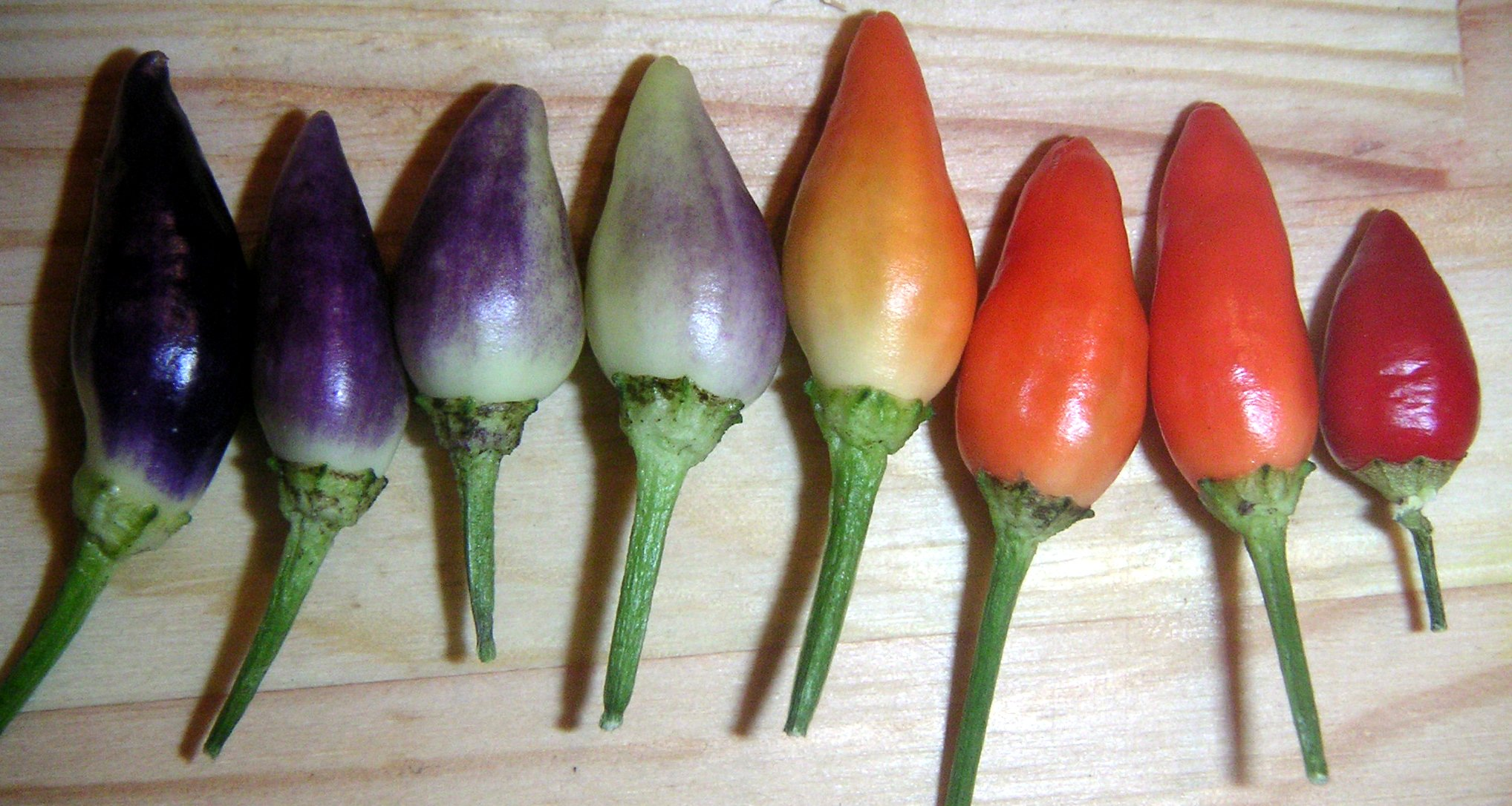
NuMex Twilight

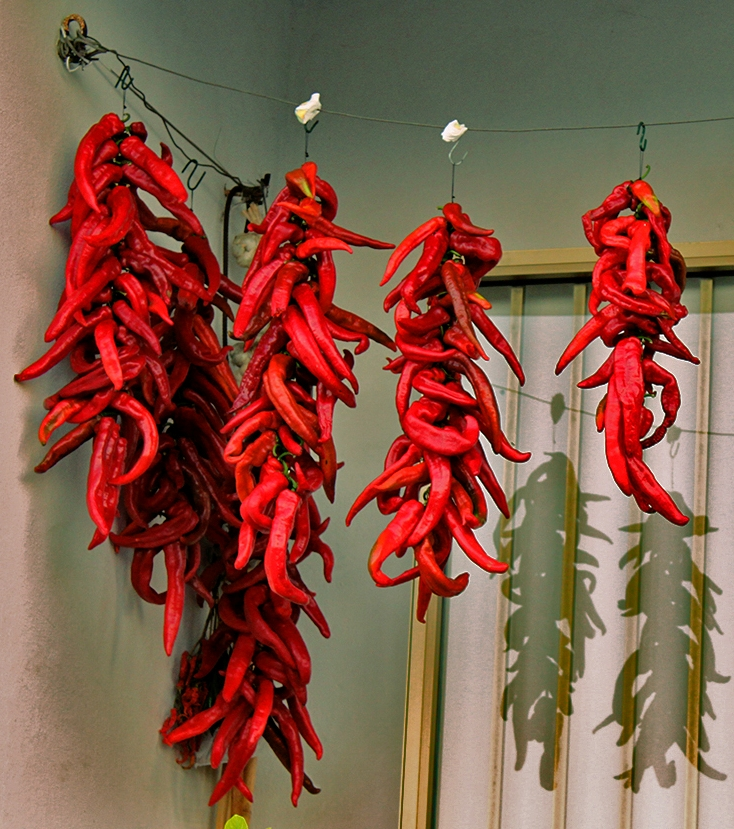
Peperone di Senise

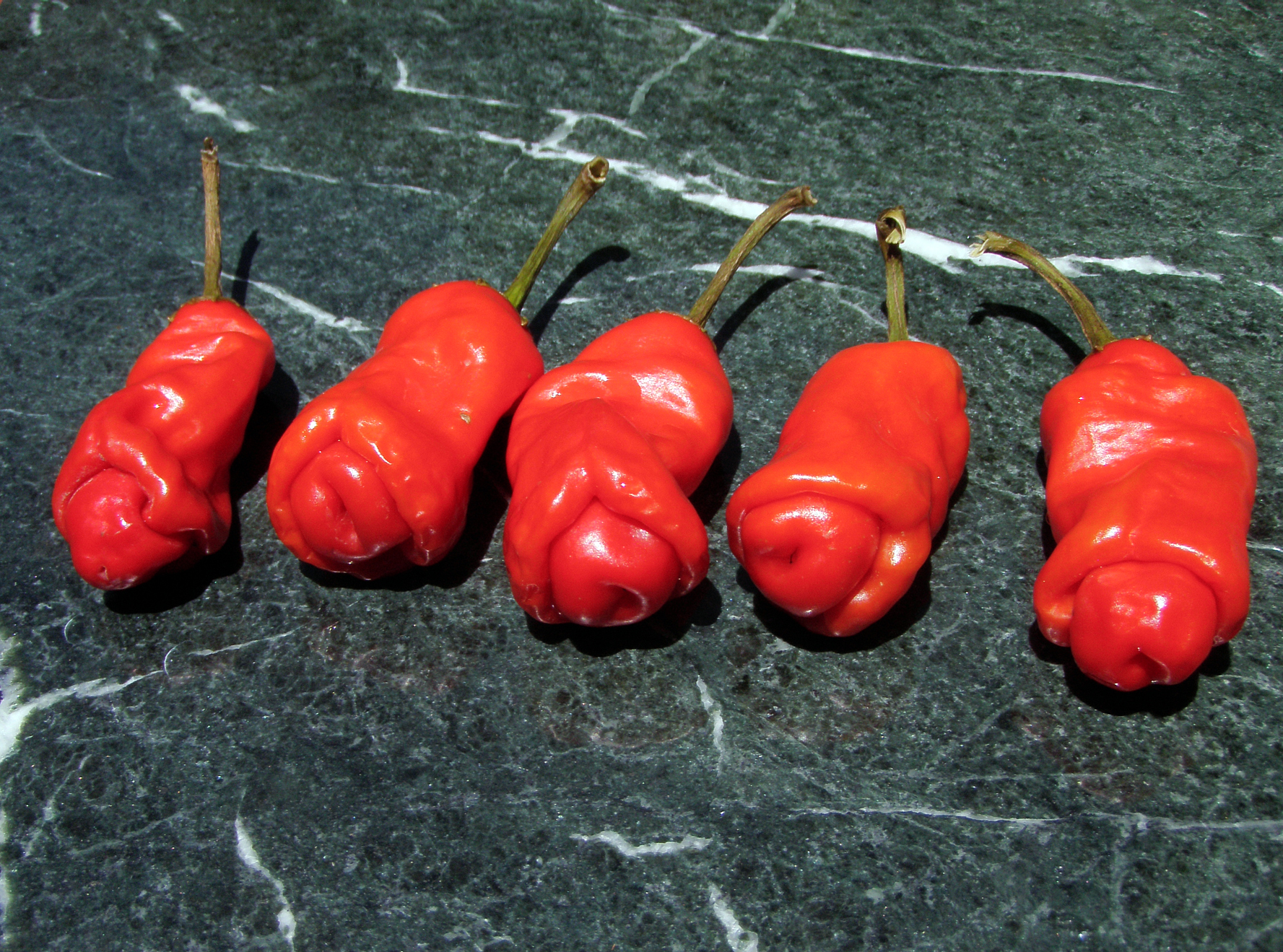
Peter Pepper Red

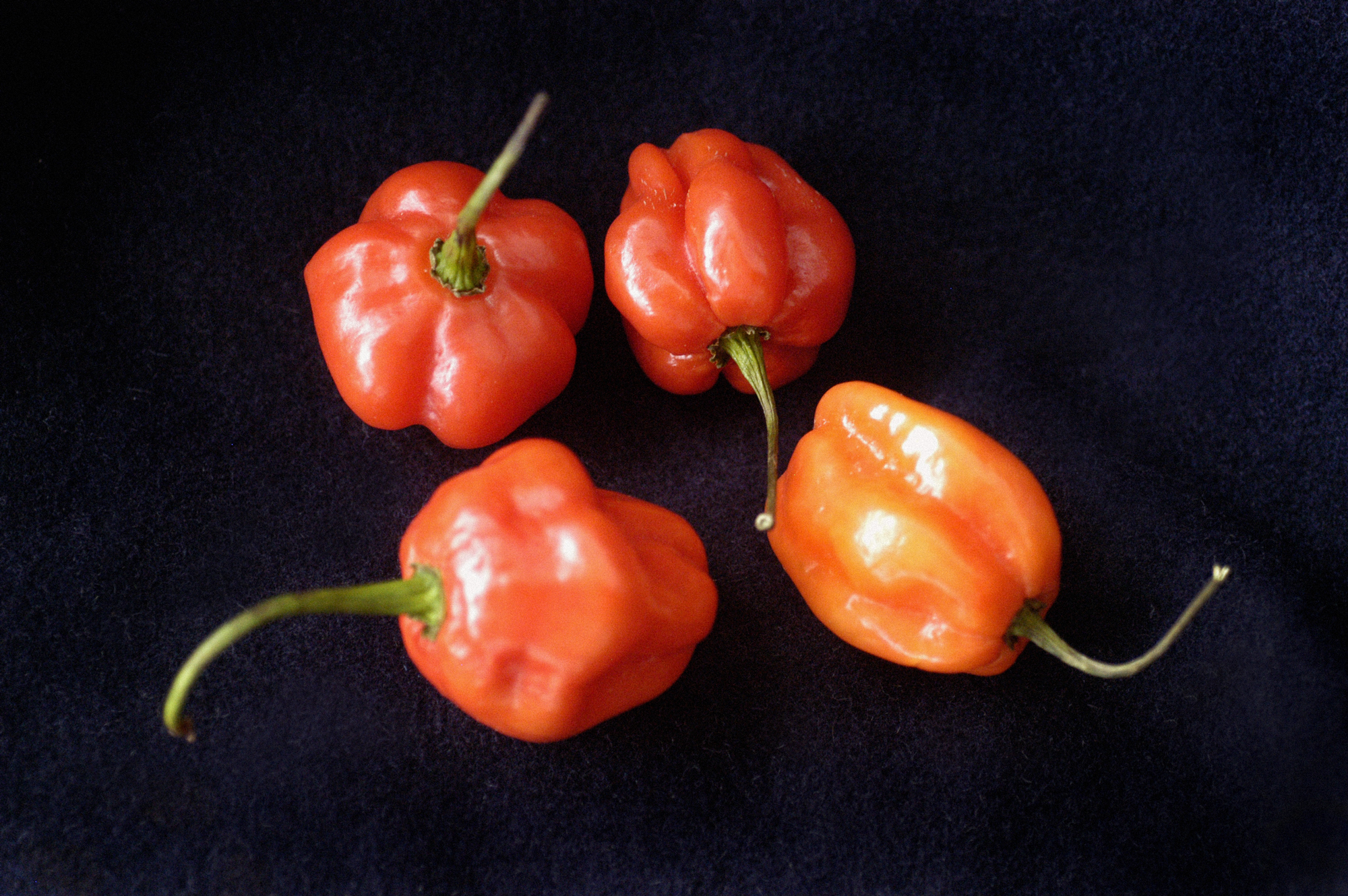
Pimenta De Cheiro

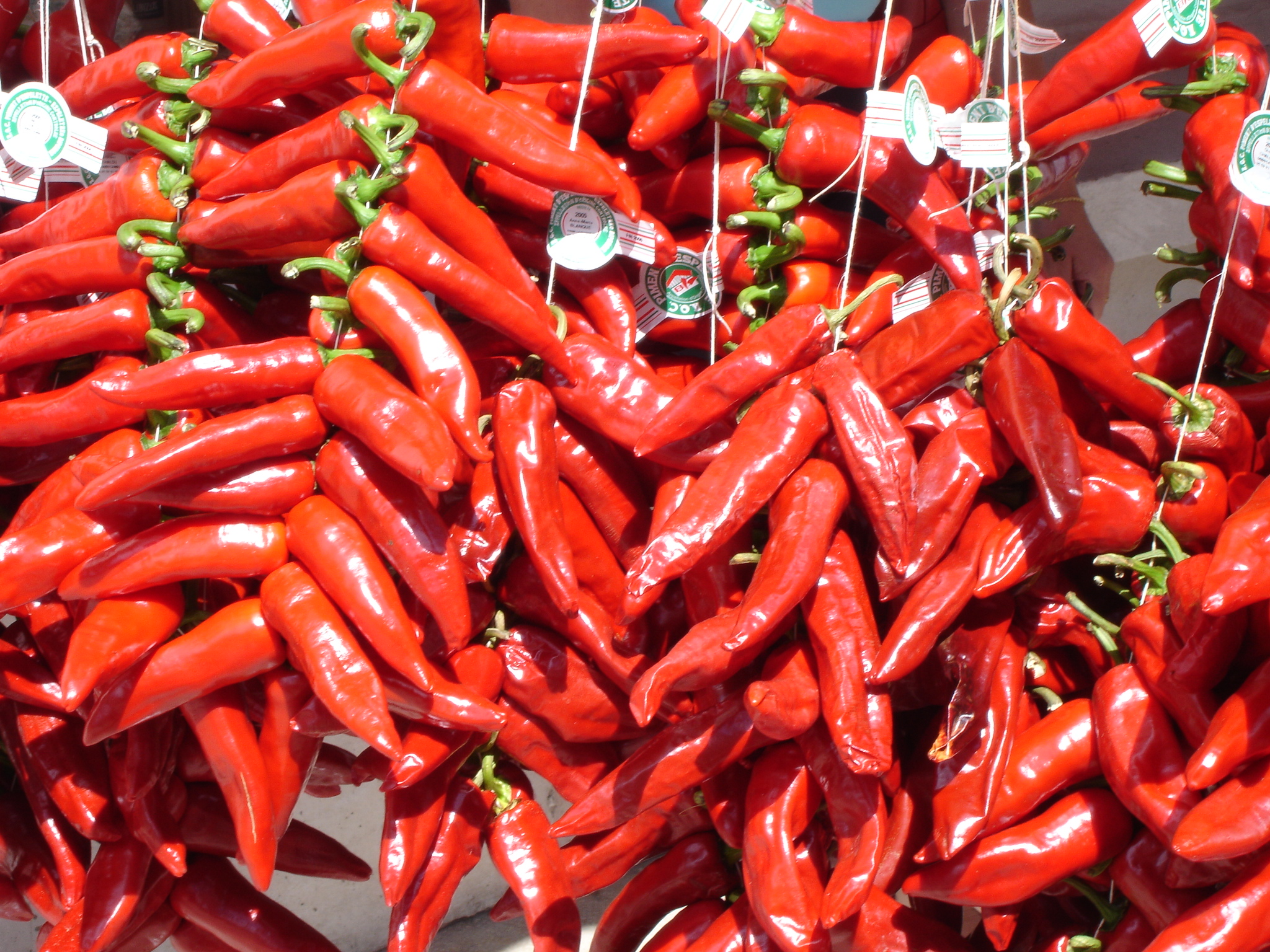
Piment d'Espelette

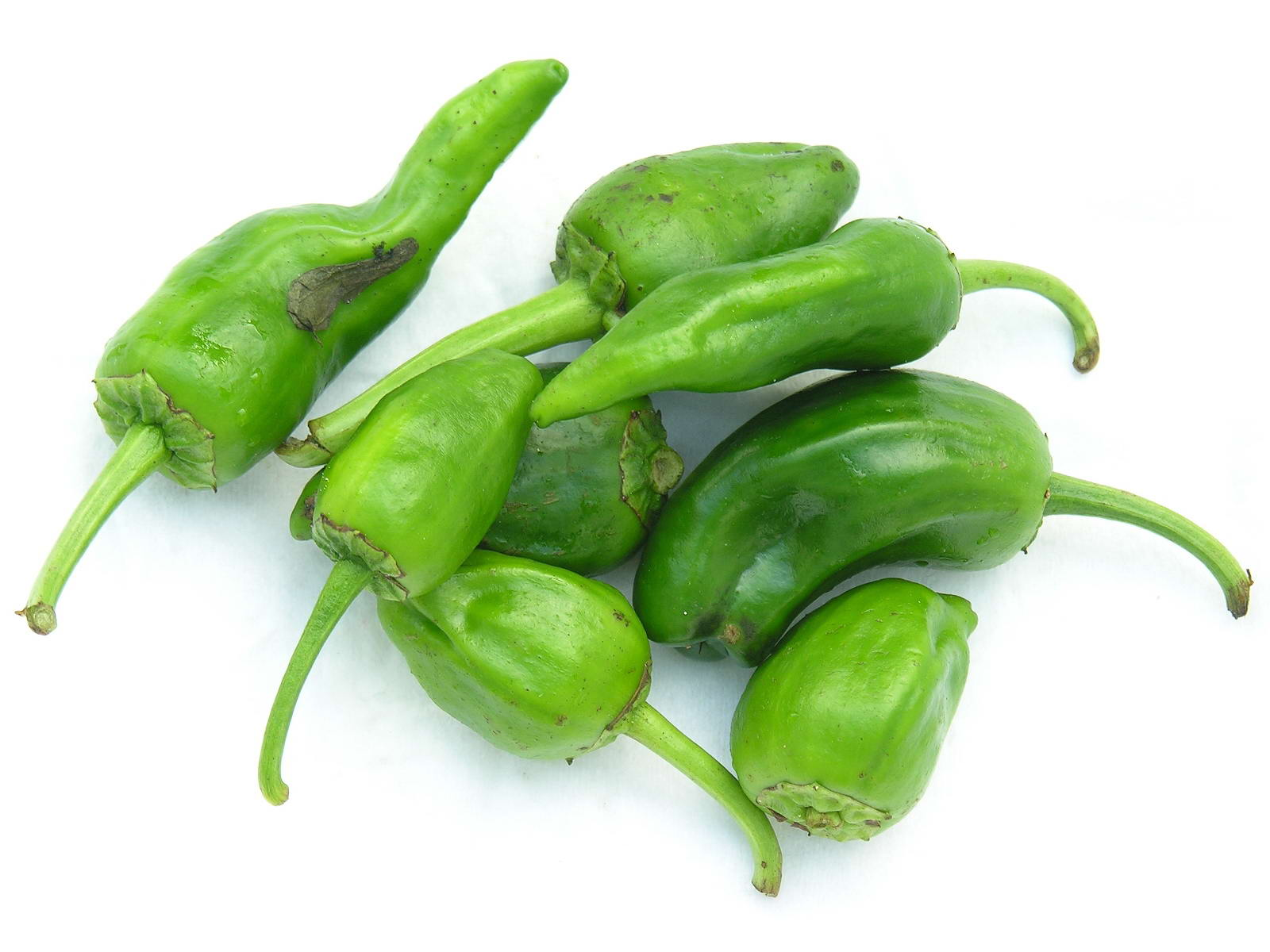
Pimiento de Padrón

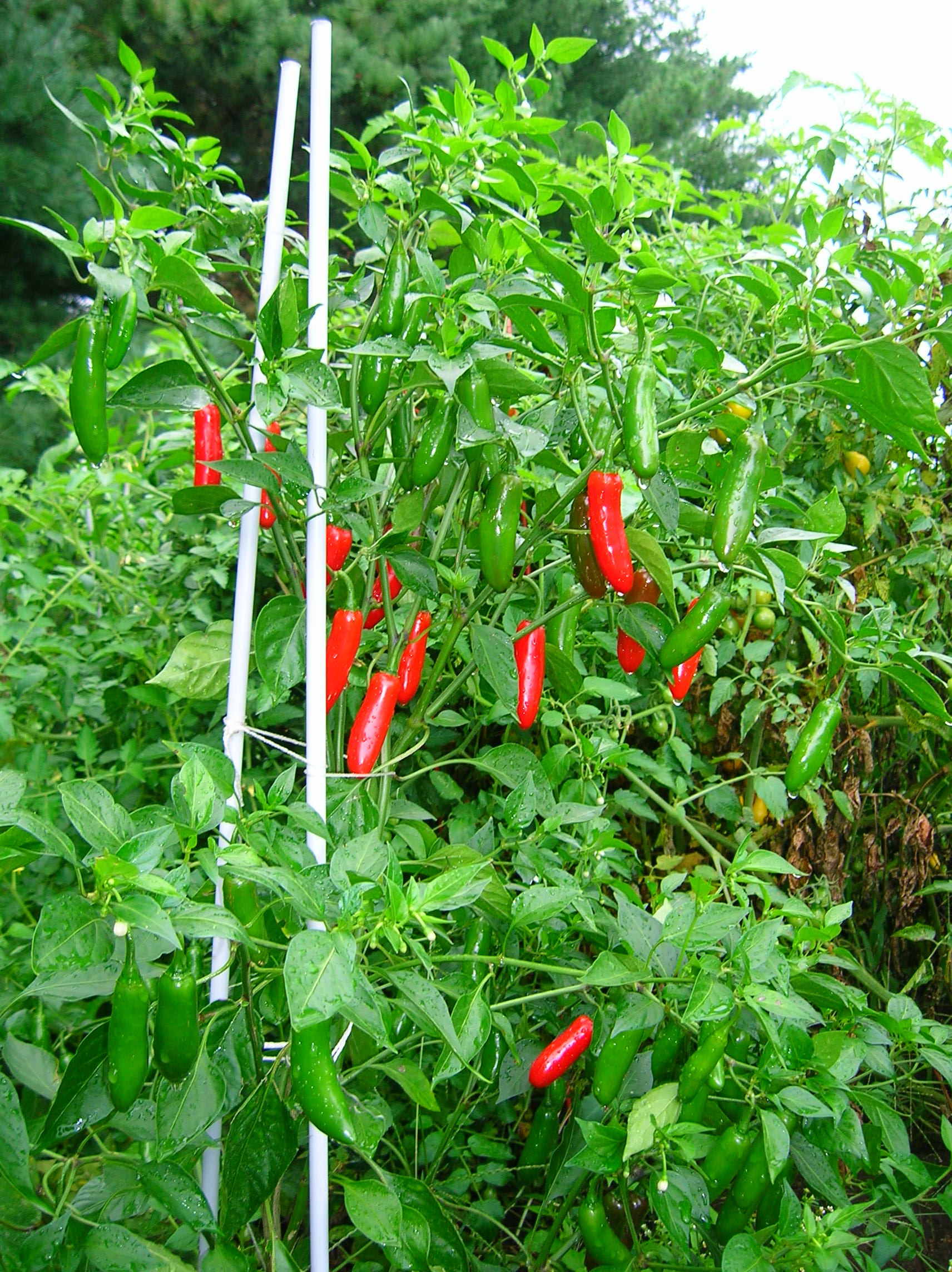
Serrano del Sol

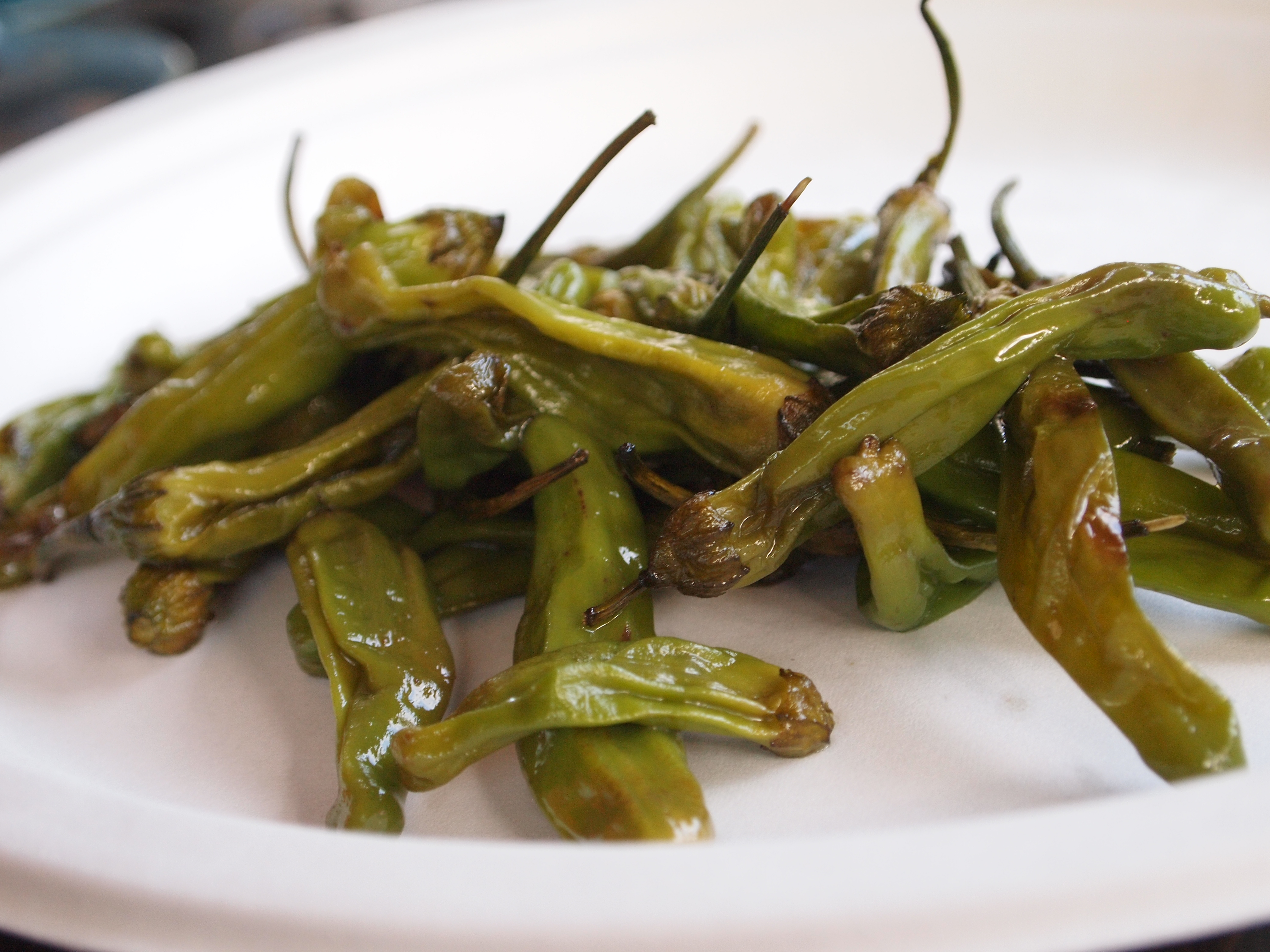
Shishito

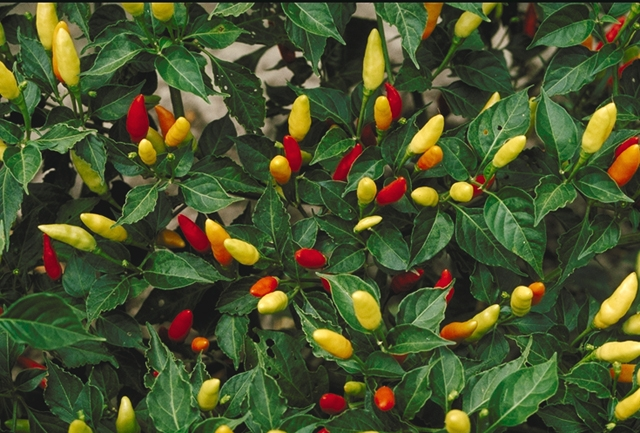
Tabasco

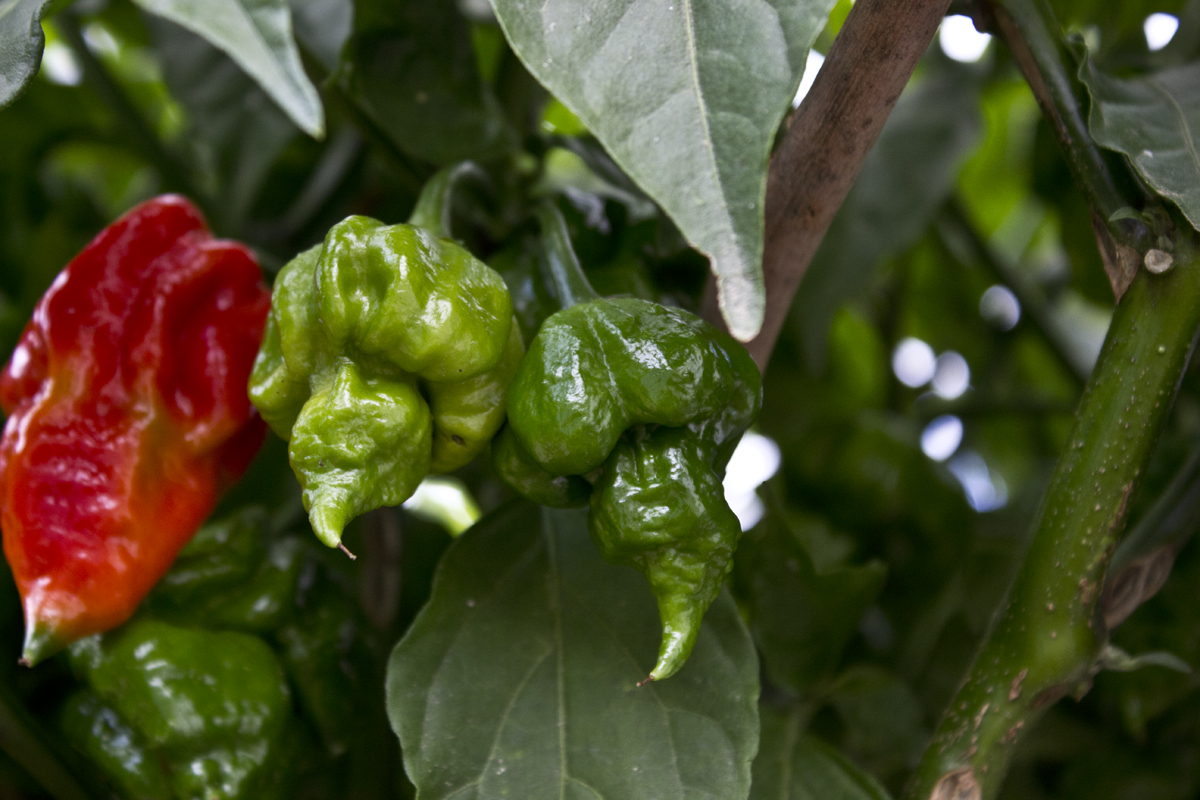
Trinidad Scorpion

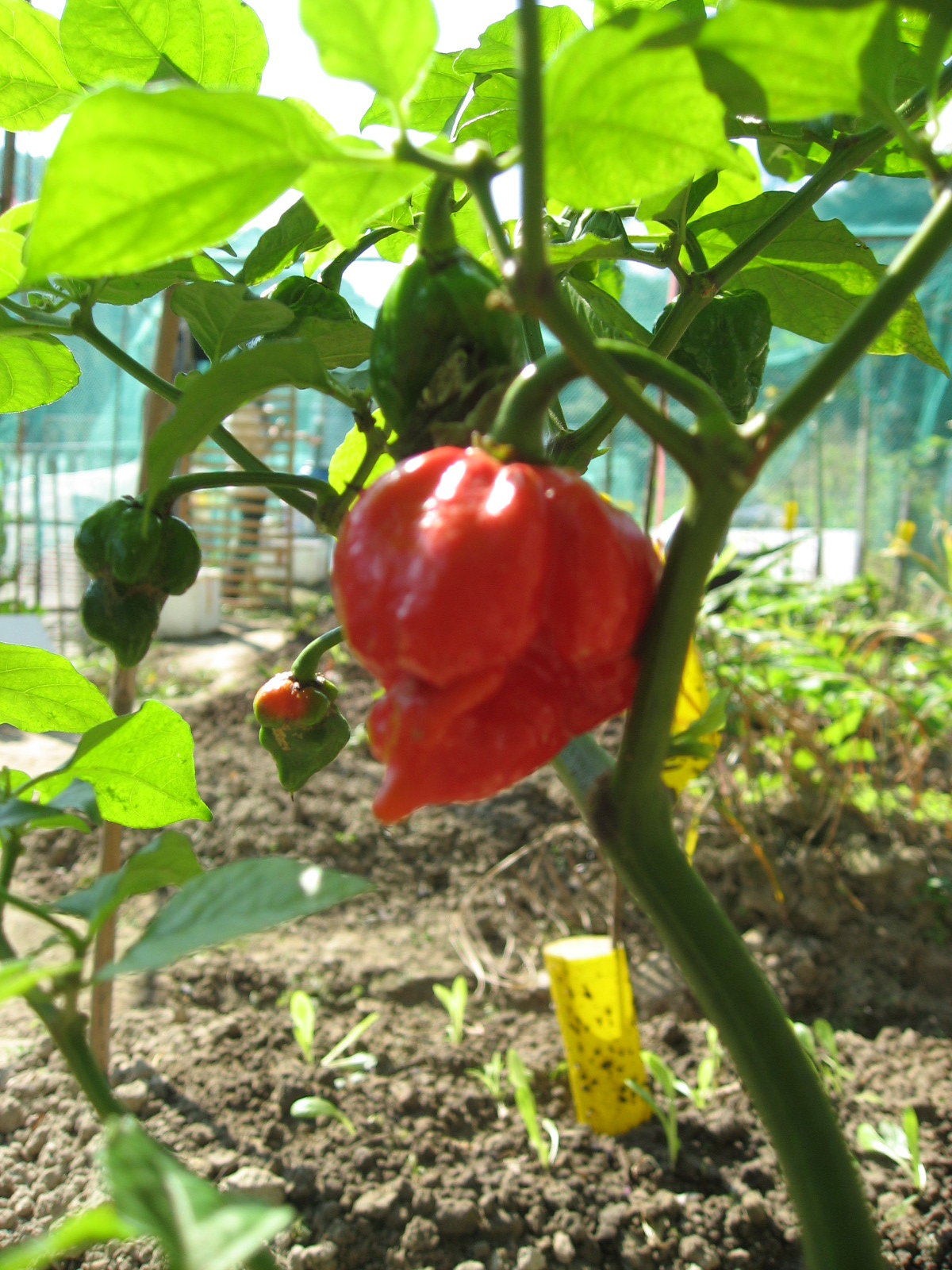
Trinidad Scorpion Butch T

Elenco di cultivar di Capsicum.
| Cultivar                                     | Specie                             |
| -------------------------------------------- | ---------------------------------- |
| 7 Pod Barrackpore                            | Capsicum chinense                  |
| 7 Pod Congo                                  | Capsicum chinense                  |
| 7 Pod Jonah                                  | Capsicum chinense                  |
| 7 Pod long                                   | Capsicum chinense                  |
| 7 Pod Orange Yellow                          | Capsicum chinense                  |
| 7 Pod Red                                    | Capsicum chinense                  |
| 7 Pod SR                                     | Capsicum chinense                  |
| 7 Pod Y Hippy Strain                         | Capsicum chinense                  |
| 7 Pod Yellow                                 | Capsicum chinense                  |
| Abbraccio                                    | Capsicum annuum                    |
| Aci Biber                                    | Capsicum annuum                    |
| Aci Sivri                                    | Capsicum annuum                    |
| Aconcagua                                    | Capsicum annuum                    |
| Agronaldo de Asti                            | Capsicum annuum                    |
| Aji Ahauachapàu                              | Capsicum baccatum                  |
| Aji amarillo                                 | Capsicum baccatum                  |
| Aji Angelo                                   | Capsicum baccatum                  |
| Aji Benito                                   | Capsicum baccatum                  |
| Aji Cachacucha                               | Capsicum chinense                  |
| Aji Cacho Cabra                              | Capsicum annuum                    |
| Aji Calatenango                              | Capsicum baccatum                  |
| Aji Céreo                                    | Capsicum baccatum                  |
| Aji Cereza                                   | Capsicum annuum                    |
| Aji Chombo                                   | Capsicum chinense                  |
| Aji Cito                                     | Capsicum baccatum                  |
| Aji Cochabamba                               | Capsicum chinense                  |
| Aji Colorado                                 | Capsicum baccatum                  |
| Aji Cristal                                  | Capsicum baccatum                  |
| Aji de Guioso                                | Capsicum chinense                  |
| Aji De Jardin                                | Capsicum annuum                    |
| Aji Dulce                                    | Capsicum chinense                  |
| Aji Dulce Amarillo                           | Capsicum chinense                  |
| Aji Dulce Long                               | Capsicum chinense                  |
| Aji Ecuadorian Orange                        | Capsicum baccatum                  |
| Aji Escabeche                                | Capsicum baccatum                  |
| Aji Ethiopian Fire                           | Capsicum baccatum                  |
| Aji Golden                                   | Capsicum baccatum                  |
| Aji Habanero                                 | Capsicum baccatum                  |
| Aji Huanuco                                  | Capsicum baccatum var. pendulum    |
| Aji Imbabura                                 | Capsicum baccatum var. pendulum    |
| Aji Limo                                     | Capsicum chinense                  |
| Aji Little Finger Orange                     | Capsicum baccatum                  |
| Aji Little Finger Red                        | Capsicum baccatum                  |
| Aji Minas Gerais                             | Capsicum baccatum var. pendulum    |
| Aji Monagre                                  | Capsicum annuum                    |
| Aji Norteno                                  | Capsicum baccatum                  |
| Aji Omnicolor                                | Capsicum baccatum                  |
| Aji Orange                                   | Capsicum baccatum                  |
| Aji Panca                                    | Capsicum chinense                  |
| Aji Pasco                                    | Capsicum baccatum                  |
| Aji Pen 3-1                                  | Capsicum baccatum var. pendulum    |
| Aji Perù yellow                              | Capsicum baccatum                  |
| Aji Peruvian                                 | Capsicum baccatum                  |
| Aji Picante                                  | Capsicum chinense                  |
| Aji Picante Venezuela                        | Capsicum annuum                    |
| Aji Pineapple                                | Capsicum baccatum                  |
| Aji Piura                                    | Capsicum baccatum var. pendulum    |
| Aji Russian Yellow                           | Capsicum baccatum                  |
| Aji Santa Cruz                               | Capsicum baccatum                  |
| Aji Santa Rosa                               | Capsicum baccatum                  |
| Aji Tapachula                                | Capsicum baccatum                  |
| Aji Umbra Red                                | Capsicum chinense                  |
| Aji Umbra Yellow                             | Capsicum chinense                  |
| Aji Valle de Canca                           | Capsicum baccatum                  |
| Aji Verde                                    | Capsicum baccatum                  |
| Akabare                                      | Capsicum annuum                    |
| Alajuela                                     | Capsicum chinense                  |
| Alma Paprika                                 | Capsicum annuum                    |
| Aluca Sarga                                  | Capsicum annuum                    |
| Amachito Rosso                               | Capsicum annuum                    |
| Amazon Chile Roma                            | Capsicum chinense                  |
| Anaheim Hot                                  | Capsicum annuum                    |
| Ancho 101                                    | Capsicum annuum                    |
| Ancho Mulato                                 | Capsicum annuum                    |
| Ancho Poblano                                | Capsicum annuum                    |
| Ancho San Luis                               | Capsicum annuum                    |
| Angarika                                     | Capsicum annuum                    |
| Angola                                       | Capsicum annuum                    |
| Antalya Dan                                  | Capsicum annuum                    |
| Antillais                                    | Capsicum chinense                  |
| Antillais 14.5                               | Capsicum chinense                  |
| Antillas Caribbean                           | Capsicum chinense                  |
| Antohi Romanian                              | Capsicum annuum                    |
| Apache                                       | Capsicum annuum                    |
| Aribibi gusano                               | Capsicum chinense                  |
| Arlecchino                                   | Capsicum annuum                    |
| Assam                                        | Capsicum annuum                    |
| Ata Ljosi                                    | Capsicum frutescens                |
| Aurora                                       | Capsicum annuum                    |
| Australia                                    | Capsicum annuum                    |
| Avenir                                       | Capsicum chinense                  |
| Baccato de Orto                              | Capsicum baccatum                  |
| Bali Island                                  | Capsicum annuum                    |
| Balloon                                      | Capsicum baccatum                  |
| Barbados Pepper                              | Capsicum chinense                  |
| Bassotto                                     | Capsicum annuum                    |
| Beaver Dam                                   | Capsicum annuum                    |
| Becco di Gallo                               | Capsicum chinense                  |
| Belviola                                     | Capsicum annuum                    |
| Beni Highlands                               | Capsicum chinense                  |
| Beni Market                                  | Capsicum chinense                  |
| Berberé                                      | Capsicum annuum                    |
| Bhut Jolokia                                 | Capsicum chinense                  |
| Bhut Jolokia Chocolate                       | Capsicum chinense                  |
| Bhut Jolokia CPI                             | Capsicum chinense                  |
| Bhut Jolokia Improved II                     | Capsicum chinense                  |
| Bhut Jolokia Kirmen                          | Capsicum chinense                  |
| Bhut Jolokia lemon                           | Capsicum chinense                  |
| Bhut Jolokia Orange                          | Capsicum chinense                  |
| Bido Tacana                                  | Capsicum chinense                  |
| Bih Jolokia #2                               | Capsicum chinense                  |
| Bih Jolokia Scorpionizzato                   | Capsicum chinense                  |
| Bih Orange                                   | Capsicum chinense                  |
| Billy Goat                                   | Capsicum chinense                  |
| Bird Aji                                     | Capsicum baccatum                  |
| Bird's eye Guyana                            | Capsicum annuum                    |
| Birgit's Locoto                              | Capsicum baccatum                  |
| Bishop crown                                 | Capsicum baccatum                  |
| Black Cluster                                | Capsicum annuum                    |
| Black Cuban                                  | Capsicum annuum                    |
| Black Hot Hungarian                          | Capsicum annuum                    |
| Black Night                                  | Capsicum annuum                    |
| Black Namaqualand                            | Capsicum annuum                    |
| Black Pearl                                  | Capsicum annuum                    |
| Black Pepper                                 | Capsicum annuum                    |
| Black Pequin                                 | Capsicum annuum                    |
| Black Scorpions Tongue                       | Capsicum annuum                    |
| Blondie                                      | Capsicum baccatum                  |
| Bodè                                         | Capsicum chinense                  |
| Bodé Laranja                                 | Capsicum chinense                  |
| Bodé Vermelha                                | Capsicum chinense                  |
| Boldog                                       | Capsicum annuum                    |
| Bolivian Bumpy                               | Capsicum chinense                  |
| Bolivian Pumpkin                             | Capsicum chinense                  |
| Bolivian Rainbow                             | Capsicum annuum                    |
| Bolivian Red                                 | Capsicum chinense                  |
| Bomb Jaune                                   | Capsicum chinense                  |
| Bombay morich                                | Capsicum chinense                  |
| Bonda Ma Jaques                              | Capsicum chinense                  |
| Botinecka Zuta                               | Capsicum annuum                    |
| Bradley's Bahamian                           | Capsicum frutescens                |
| Brazilian Pumpkin                            | Capsicum baccatum                  |
| Brazilian Red Olive                          | Capsicum baccatum                  |
| Brazilian Starfish                           | Capsicum baccatum                  |
| Broome Pepper                                | Capsicum annuum                    |
| Brown Egg                                    | Capsicum chinense                  |
| Bubba                                        | Capsicum baccatum                  |
| Buena Mulata                                 | Capsicum annuum                    |
| Buenos Carbide                               | Capsicum annuum                    |
| Bulgarian Carrot                             | Capsicum annuum                    |
| Bulgarian Eardrop                            | Capsicum baccatum                  |
| Burkina Y S.Bonnet                           | Capsicum chinense                  |
| C0948                                        | Capsicum baccatum                  |
| Cabai Chilli Tree                            | Capsicum annuum                    |
| Caiamarca                                    | Capsicum chinense                  |
| Calabrese Alberello                          | Capsicum annuum                    |
| Calabrese Alberello 2                        | Capsicum annuum                    |
| Calabrese Alberello 3                        | Capsicum annuum                    |
| Calabrese Alberello 4                        | Capsicum annuum                    |
| Calabrese Conico                             | Capsicum annuum                    |
| Calabrese Grosso                             | Capsicum annuum                    |
| Calabrese Lungo                              | Capsicum annuum                    |
| Calabrese Piccolo                            | Capsicum annuum                    |
| Calabrese Sottile                            | Capsicum annuum                    |
| Calabrese Tondo                              | Capsicum annuum                    |
| Calabrese Tondo Dolce                        | Capsicum annuum                    |
| California Wonder                            | Capsicum annuum                    |
| California Wonder Gold                       | Capsicum annuum                    |
| Caloro                                       | Capsicum annuum                    |
| Calousa Indian Mound                         | Capsicum annuum var. glabriusculum |
| Cambuci                                      | Capsicum baccatum                  |
| Campane                                      | Capsicum baccatum                  |
| Canario                                      | Capsicum pubescens                 |
| Candlelight                                  | Capsicum annuum                    |
| Cantina                                      | Capsicum annuum                    |
| CAP 1035 I                                   | Capsicum chinense                  |
| CAP 1035 II                                  | Capsicum chinense                  |
| CAP 1142                                     | Capsicum annuum                    |
| CAP 1152                                     | Capsicum baccatum                  |
| CAP 1428                                     | Capsicum annuum                    |
| CAP 1473                                     | Capsicum annuum                    |
| CAP 1474                                     | Capsicum baccatum var. pendulum    |
| CAP 1478                                     | Capsicum rabenii                   |
| CAP 1493/80                                  | Capsicum annuum                    |
| CAP 1499                                     | Capsicum annuum                    |
| CAP 1533 - Variegated flash                  | Capsicum annuum                    |
| CAP 1546                                     | Capsicum annuum                    |
| CAP 1621                                     | Capsicum annuum                    |
| CAP 213                                      | Capsicum baccatum                  |
| CAP 214                                      | Capsicum baccatum var. baccatum    |
| CAP 218                                      | Capsicum baccatum                  |
| CAP 253                                      | Capsicum annuum                    |
| CAP 306                                      | Capsicum baccatum var. baccatum    |
| CAP 455                                      | Capsicum baccatum                  |
| CAP 469                                      | Capsicum rabenii                   |
| CAP 477                                      | Capsicum baccatum                  |
| CAP 483                                      | Capsicum annuum                    |
| CAP 498                                      | Capsicum baccatum var. baccatum    |
| CAP 504                                      | Capsicum baccatum                  |
| CAP 505                                      | Capsicum baccatum                  |
| CAP 521                                      | Capsicum sp.                       |
| CAP 539                                      | Capsicum annuum var. glabriusculum |
| CAP 691 - Red Fire                           | Capsicum chinense                  |
| CAP 814                                      | Capsicum sp.                       |
| CAP 833                                      | Capsicum chinense                  |
| CAP 969                                      | Capsicum chinense                  |
| Capezzoli di scimmia                         | Capsicum chinense                  |
| Careja de Amapa                              | Capsicum chinense                  |
| Carmine                                      | Capsicum chinense                  |
| Carolina Cayenna                             | Capsicum annuum                    |
| Carolina Reaper                              | Capsicum chinense                  |
| Cascabel                                     | Capsicum annuum                    |
| Cascabella                                   | Capsicum annuum                    |
| Catarina                                     | Capsicum annuum                    |
| Cayenne                                      | Capsicum annuum                    |
| Cayenne Golden                               | Capsicum annuum                    |
| Cayenne Joe's Long                           | Capsicum annuum                    |
| Cayenne Large                                | Capsicum annuum                    |
| Cayenne Purple                               | Capsicum annuum                    |
| Cayenne Sweet                                | Capsicum annuum                    |
| Cayenne Yellow                               | Capsicum annuum                    |
| Cedrino                                      | Capsicum annuum                    |
| Cereja                                       | Capsicum baccatum                  |
| CGN 16941                                    | Capsicum annuum                    |
| CGN 16944 Long                               | Capsicum chinense                  |
| CGN 16944 Round                              | Capsicum chinense                  |
| CGN 16947                                    | Capsicum chinense                  |
| CGN 16994 Long                               | Capsicum chinense                  |
| CGN 16994 Round                              | Capsicum chinense                  |
| CGN 16995                                    | Capsicum chinense                  |
| CGN 19196 - Kuikuro                          | Capsicum chinense                  |
| CGN 19198 A                                  | Capsicum eximium                   |
| CGN 19198 B                                  | Capsicum eximium                   |
| CGN 20801                                    | Capsicum sp.                       |
| CGN 21500                                    | Capsicum chinense                  |
| CGN 21502                                    | Capsicum eximium                   |
| CGN 21566                                    | Capsicum chinense                  |
| CGN 22155                                    | Capsicum chinense                  |
| CGN 22163 Long                               | Capsicum chinense                  |
| CGN 22163 Round                              | Capsicum chinense                  |
| CGN 22835 Long                               | Capsicum chinense                  |
| CGN 22835 Round                              | Capsicum chinense                  |
| CGN 22837                                    | Capsicum chinense                  |
| CGN 23209                                    | Capsicum chinense                  |
| CGN 23251                                    | Capsicum chinense                  |
| CGN 23255                                    | Capsicum chinense                  |
| CGN 23257                                    | Capsicum chinense                  |
| CGN 23258                                    | Capsicum chinense                  |
| CGN 23769                                    | Capsicum chinense                  |
| CH1 India                                    | Capsicum annuum                    |
| Chaco Negro                                  | Capsicum annuum                    |
| Chaco Yellow                                 | Capsicum baccatum                  |
| Chacoense                                    | Capsicum chacoense                 |
| Chahua Chili                                 | Capsicum annuum                    |
| Charleston Hot                               | Capsicum annuum                    |
| Cheiro                                       | Capsicum chinense                  |
| Cheiro Goiabada                              | Capsicum baccatum                  |
| Cheiro Recife                                | Capsicum chinense                  |
| Chenzo                                       | Capsicum frutescens                |
| Cherry Chocolate                             | Capsicum annuum                    |
| Cherry Large                                 | Capsicum annuum                    |
| Chervena Chushka                             | Capsicum annuum                    |
| Cheyenne                                     | Capsicum annuum                    |
| Chi Chien                                    | Capsicum annuum                    |
| Chilcostle                                   | Capsicum annuum                    |
| Chile                                        | Capsicum annuum                    |
| Chilhuacle Negro                             | Capsicum annuum                    |
| Chili Blanco                                 | Capsicum chinense                  |
| Chili de Onza                                | Capsicum annuum                    |
| Chilito de Simojovel                         | Capsicum annuum var. glabriusculum |
| Chimayo                                      | Capsicum annuum                    |
| Chinchi Ucho                                 | Capsicum baccatum                  |
| Chinese 5 Color                              | Capsicum annuum                    |
| Chocolate Beauty                             | Capsicum annuum                    |
| Choricero                                    | Capsicum annuum                    |
| Chupetiño - Biquinho                         | Capsicum chinense                  |
| Clavo                                        | Capsicum chinense                  |
| CO 11225                                     | Capsicum sp.                       |
| Coban Black                                  | Capsicum annuum                    |
| Coban Red Pimento                            | Capsicum annuum                    |
| Cobanero Teardrops                           | Capsicum annuum                    |
| Cola De Rata                                 | Capsicum annuum                    |
| Colombian Orange                             | Capsicum chinense                  |
| Condors Beak                                 | Capsicum chinense                  |
| Congo de Nicaragua                           | Capsicum annuum var. glabriusculum |
| Cor de Laranja                               | Capsicum chinense                  |
| Corazòn                                      | Capsicum annuum                    |
| Cornetto da appendere - Cuerno de cabra      | Capsicum annuum                    |
| Corno di Toro Giallo                         | Capsicum annuum                    |
| Corno di Toro Rosso                          | Capsicum annuum                    |
| Costa Rica Red                               | Capsicum chinense                  |
| Costa Rica Red Hot Pepper                    | Capsicum pubescens                 |
| Costeño Amarillo                             | Capsicum annuum                    |
| Cow Horn                                     | Capsicum annuum                    |
| Craigs Double Hot                            | Capsicum chinense                  |
| Cremino Piccante                             | Capsicum chinense                  |
| Criolla Sella                                | Capsicum baccatum                  |
| Cubanelle Sweet                              | Capsicum annuum                    |
| Cueño                                        | Capsicum annuum                    |
| Cumari baccatum                              | Capsicum baccatum var. baccatum    |
| Cumari chinense                              | Capsicum chinense                  |
| Cumari do Passarinho                         | Capsicum chinense                  |
| Cuzqueño o Cusqueño                          | Capsicum annuum                    |
| Cyclon                                       | Capsicum annuum                    |
| Czech Black                                  | Capsicum annuum                    |
| Dàtil                                        | Capsicum chinense                  |
| Dàtil Red                                    | Capsicum chinense                  |
| Datil Super                                  | Capsicum chinense                  |
| Dàtil x Limon                                | Capsicum chinense                  |
| De Arbol                                     | Capsicum annuum                    |
| Dedo de moca                                 | Capsicum baccatum var. pendulum    |
| Demond Red                                   | Capsicum annuum                    |
| Devils Tongue Red                            | Capsicum chinense                  |
| Devils Tongue Yellow                         | Capsicum chinense                  |
| Dolce Italiano                               | Capsicum annuum                    |
| Dolmalik                                     | Capsicum annuum                    |
| Dong Xuang Market                            | Capsicum baccatum                  |
| Donni Sali                                   | Capsicum frutescens                |
| Dorset Naga                                  | Capsicum chinense                  |
| Dulce de España                              | Capsicum annuum                    |
| Dundicut                                     | Capsicum annuum                    |
| Earbob                                       | Capsicum baccatum var. pendulum    |
| Ecuadorian Brown                             | Capsicum chinense                  |
| Ecuadorian Devil                             | Capsicum chinense                  |
| Ecuadorian Purple                            | Capsicum annuum                    |
| Ecuadorian Red                               | Capsicum chinense                  |
| Ecuadorian Sweet                             | Capsicum chinense                  |
| Edes Füszerpaprika                           | Capsicum annuum                    |
| El Incendio                                  | Capsicum baccatum                  |
| El Oro de Ecuador                            | Capsicum baccatum                  |
| Elephant's Trunk                             | Capsicum annuum                    |
| Española Improved                            | Capsicum annuum                    |
| Ethiopian Brown                              | Capsicum annuum                    |
| Explosive Ember                              | Capsicum annuum                    |
| Facing Heaven                                | Capsicum annuum                    |
| Fatalii                                      | Capsicum chinense                  |
| Fatalii Brown                                | Capsicum chinense                  |
| Fatalii Orange                               | Capsicum chinense                  |
| Fatalii Red                                  | Capsicum chinense                  |
| Feher Cseresznye                             | Capsicum annuum                    |
| Feher Ozon                                   | Capsicum annuum                    |
| Ferenc Tender                                | Capsicum annuum                    |
| Filius                                       | Capsicum annuum                    |
| Fish                                         | Capsicum annuum                    |
| Flexuosum                                    | Capsicum flexuosum                 |
| Florida Wild Bird                            | Capsicum annuum var. glabriusculum |
| Florines                                     | Capsicum annuum                    |
| Fluorescent                                  | Capsicum annuum                    |
| Fortaleza                                    | Capsicum annuum                    |
| Francos Aji                                  | Capsicum baccatum                  |
| Fresno                                       | Capsicum annuum                    |
| Fresno Supreme                               | Capsicum annuum                    |
| Friarello                                    | Capsicum annuum                    |
| Fuoco della Prateria                         | Capsicum annuum                    |
| Fuoco nero                                   | Capsicum annuum                    |
| Fushimi                                      | Capsicum annuum                    |
| Füszer Csípüs                                | Capsicum annuum                    |
| Galapagoense                                 | Capsicum galapagoense              |
| Gao De Bode Red                              | Capsicum chinense                  |
| Garden Sunshine                              | Capsicum annuum                    |
| Geon La Do                                   | Capsicum annuum                    |
| Georgia Black                                | Capsicum chinense                  |
| Georgia Flame                                | Capsicum annuum                    |
| Ghana Round                                  | Capsicum annuum                    |
| Ghost                                        | Capsicum chinense                  |
| Giallo di Nocera                             | Capsicum annuum                    |
| Giant Rocoto                                 | Capsicum pubescens                 |
| Goat Pepper                                  | Capsicum rabenii                   |
| Goat's Weed - Acrata                         | Capsicum annuum                    |
| Golden Nugget                                | Capsicum annuum                    |
| Golden Treasure                              | Capsicum annuum                    |
| Grao de Bode                                 | Capsicum chinense                  |
| Greek Pepper                                 | Capsicum annuum                    |
| GRIF 9165                                    | Capsicum annuum                    |
| GRIF 9245                                    | Capsicum chinense                  |
| GRIF 9281 #2                                 | Capsicum sp.                       |
| GRIF 9293                                    | Capsicum chinense                  |
| Guadalupe Black                              | Capsicum chinense                  |
| Guajillo                                     | Capsicum annuum                    |
| Guajira Grande                               | Capsicum annuum                    |
| Guam Boonies                                 | Capsicum annuum                    |
| Guampinho de Veado                           | Capsicum baccatum                  |
| Guarda Cielo                                 | Capsicum annuum                    |
| Gueso de Plaza                               | Capsicum annuum                    |
| Guindilla Verde                              | Capsicum annuum                    |
| Guyana (peperoncino)                         | Capsicum baccatum                  |
| Habanero                                     | Capsicum chinense                  |
| Habanero Adalberto                           | Capsicum chinense                  |
| Habanero Big Sun                             | Capsicum chinense                  |
| Habanero Black                               | Capsicum chinense                  |
| Habanero Black Stinger                       | Capsicum chinense                  |
| Habanero Brown                               | Capsicum chinense                  |
| Habanero Brown Large                         | Capsicum chinense                  |
| Habanero Cappuccino                          | Capsicum chinense                  |
| Habanero Caribbean                           | Capsicum chinense                  |
| Habanero Caribbean Chocolate                 | Capsicum chinense                  |
| Habanero Chichen Itza                        | Capsicum chinense                  |
| Habanero Chocolate                           | Capsicum chinense                  |
| Habanero Congo Black                         | Capsicum chinense                  |
| Habanero Cristina                            | Capsicum chinense                  |
| Habanero Dutch                               | Capsicum chinense                  |
| Habanero Francisca                           | Capsicum chinense                  |
| Habanero Gambia                              | Capsicum chinense                  |
| Habanero Gambia Orange                       | Capsicum chinense                  |
| Habanero Gelbe Zwerge                        | Capsicum chinense                  |
| Habanero Giallo                              | Capsicum chinense                  |
| Habanero Golden                              | Capsicum chinense                  |
| Habanero Goronong                            | Capsicum chinense                  |
| Habanero Green                               | Capsicum chinense                  |
| Habanero Grosse Blatter                      | Capsicum chinense                  |
| Habanero Guadalupe                           | Capsicum chinense                  |
| Habanero Harald St Bart                      | Capsicum chinense                  |
| Habanero Hot Lemon                           | Capsicum chinense                  |
| Habanero Ivory                               | Capsicum chinense                  |
| Habanero Kukulcan                            | Capsicum chinense                  |
| Habanero Luciferino                          | Capsicum chinense                  |
| Habanero Manzano                             | Capsicum chinense                  |
| Habanero Martinique                          | Capsicum chinense                  |
| Habanero Mexican Orange                      | Capsicum chinense                  |
| Habanero Mustard                             | Capsicum chinense                  |
| Habanero Naranja                             | Capsicum chinense                  |
| Habanero Neon                                | Capsicum chinense                  |
| Habanero Numero Diez                         | Capsicum chinense                  |
| Habanero Orange                              | Capsicum chinense                  |
| Habanero Orange Apple                        | Capsicum chinense                  |
| Habanero Orange Devil                        | Capsicum chinense                  |
| Habanero Pastel                              | Capsicum chinense                  |
| Habanero Peach                               | Capsicum chinense                  |
| Habanero Peruvian White                      | Capsicum chinense                  |
| Habanero Pink                                | Capsicum chinense                  |
| Habanero Pointed Yellow                      | Capsicum chinense                  |
| Habanero Purple                              | Capsicum chinense                  |
| Habanero Red                                 | Capsicum chinense                  |
| Habanero Red Savina                          | Capsicum chinense                  |
| Habanero Roatan Pumpkin                      | Capsicum chinense                  |
| Habanero Rosso                               | Capsicum chinense                  |
| Habanero Rosso Mistah                        | Capsicum chinense                  |
| Habanero Salmon                              | Capsicum chinense                  |
| Habanero St Lucia Island                     | Capsicum chinense                  |
| Habanero St Lucia Sweet                      | Capsicum chinense                  |
| Habanero St Martin                           | Capsicum chinense                  |
| Habanero Surinam                             | Capsicum chinense                  |
| Habanero Tabaquite                           | Capsicum chacoense                 |
| Habanero Ugandian Red                        | Capsicum chinense                  |
| Habanero Vicentes Sweet                      | Capsicum chinense                  |
| Habanero Vietnam                             | Capsicum chinense                  |
| Habanero Westindian Yellow                   | Capsicum chinense                  |
| Habanero White                               | Capsicum chinense                  |
| Habanero White Giant                         | Capsicum chinense                  |
| Habolokia                                    | Capsicum chinense                  |
| HAES XX                                      | Capsicum annuum                    |
| Hatvani Eros                                 | Capsicum annuum                    |
| HDV                                          | Capsicum annuum                    |
| Healthy                                      | Capsicum annuum                    |
| Heart Throb                                  | Capsicum baccatum                  |
| Heatwave                                     | Capsicum annuum                    |
| Hijo Puta Madre                              | Capsicum frutescens                |
| Hinklehatz Chickenheart - Corazón de gallina | Capsicum annuum                    |
| Hinklehatz Yellow                            | Capsicum annuum                    |
| Hot Apple                                    | Capsicum annuum                    |
| Hot lemon                                    | Capsicum baccatum                  |
| Hot Paper Lantern                            | Capsicum chinense                  |
| Hot Portugal                                 | Capsicum annuum                    |
| Hot Wave                                     | Capsicum annuum                    |
| Hotazel                                      | Capsicum chinense                  |
| Huacho amarillo                              | Capsicum chinense                  |
| Hungarian Wax                                | Capsicum annuum                    |
| Inca berry                                   | Capsicum baccatum                  |
| Inca hot                                     | Capsicum baccatum                  |
| Inca Lost                                    | Capsicum annuum                    |
| Inca Red Drop                                | Capsicum baccatum                  |
| Inca Surprise                                | Capsicum baccatum                  |
| Indian PC-1                                  | Capsicum annuum                    |
| Inferno                                      | Capsicum annuum                    |
| Iskra                                        | Capsicum annuum                    |
| J4                                           | Capsicum annuum                    |
| Jaguar                                       | Capsicum chinense                  |
| Jalapa                                       | Capsicum annuum                    |
| Jalapeño                                     | Capsicum annuum                    |
| Jalapeño Arancio                             | Capsicum annuum                    |
| Jalapeño Biker Bills                         | Capsicum annuum                    |
| Jalapeño Conchos                             | Capsicum annuum                    |
| Jalapeño Craig's Grande                      | Capsicum annuum                    |
| Jalapeño Early                               | Capsicum annuum                    |
| Jalapeño lungo                               | Capsicum annuum                    |
| Jalapeño Mexico                              | Capsicum annuum                    |
| Jalapeño Purple                              | Capsicum annuum                    |
| Jalapeño Rosso Scuro                         | Capsicum annuum                    |
| Jalapeño TAM                                 | Capsicum annuum                    |
| Jalapeño Tondo                               | Capsicum annuum                    |
| Jalaro                                       | Capsicum annuum                    |
| Jamaican Big                                 | Capsicum chinense                  |
| Jamaican Hot Chocolate                       | Capsicum chinense                  |
| Jamaican Hot Red                             | Capsicum chinense                  |
| Jamaican Scotch Bonnet                       | Capsicum chinense                  |
| Jami                                         | Capsicum baccatum                  |
| Jelly Bean                                   | Capsicum chinense                  |
| Jeronim                                      | Capsicum annuum                    |
| Jig Saw                                      | Capsicum annuum                    |
| Jimmy Nardello's                             | Capsicum annuum                    |
| Jindungo                                     | Capsicum annuum                    |
| Joe's Round                                  | Capsicum annuum                    |
| Joe's Long                                   | Capsicum annuum                    |
| Jusufi Macedonian Corking                    | Capsicum annuum                    |
| Kaleidoscope                                 | Capsicum annuum                    |
| Kapan Armenia                                | Capsicum annuum                    |
| Kenya                                        | Capsicum frutescens                |
| Keriting                                     | Capsicum annuum                    |
| King Of North                                | Capsicum annuum                    |
| Kitchen Pepper                               | Capsicum annuum                    |
| Kitchen Pepper Peach                         | Capsicum annuum                    |
| Korubo                                       | Capsicum annuum                    |
| Kroatina                                     | Capsicum annuum                    |
| Kung Pao                                     | Capsicum annuum                    |
| Lanceolatum                                  | Capsicum lanceolatum               |
| Lantern De Foc                               | Capsicum annuum                    |
| Lantern Orange                               | Capsicum chinense                  |
| Laranjada Grande                             | Capsicum chinense                  |
| Large Yellow Sweet                           | Capsicum annuum                    |
| Largo de Reus                                | Capsicum annuum                    |
| Laungi                                       | Capsicum frutescens                |
| Lemon drop                                   | Capsicum baccatum                  |
| Leutschauer Paprika                          | Capsicum annuum                    |
| Lima Blanco                                  | Capsicum chinense                  |
| Lima Picante                                 | Capsicum chinense                  |
| Limbé Market                                 | Capsicum chinense                  |
| Limon                                        | Capsicum chinense                  |
| Lingua di fuoco                              | Capsicum annuum                    |
| Little Blue                                  | Capsicum annuum                    |
| Little Elf                                   | Capsicum annuum                    |
| Locato                                       | Capsicum pubescens                 |
| Lombardi                                     | Capsicum annuum                    |
| Long Yellow Pear Shaped                      | Capsicum chinense                  |
| Lotah Bih                                    | Capsicum frutescens                |
| Lucifer's Dream                              | Capsicum annuum                    |
| Macapà Red                                   | Capsicum chinense                  |
| Macho                                        | Capsicum annuum                    |
| Machu Pichu                                  | Capsicum chinense                  |
| Macska Sarga                                 | Capsicum annuum                    |
| Madagascar                                   | Capsicum annuum                    |
| Madame Jeanette                              | Capsicum chinense                  |
| Malaga Bird                                  | Capsicum frutescens                |
| Malagueta                                    | Capsicum frutescens                |
| Malaguetao                                   | Capsicum baccatum                  |
| Maldivian                                    | Capsicum chinense                  |
| Manabi Sweet                                 | Capsicum chinense                  |
| Maraba                                       | Capsicum chinense                  |
| Marble                                       | Capsicum annuum                    |
| Marconi Golden                               | Capsicum annuum                    |
| Marconi Rosso                                | Capsicum annuum                    |
| Marie's                                      | Capsicum annuum                    |
| Marocco                                      | Capsicum annuum                    |
| Martin's Carrot Pepper                       | Capsicum annuum                    |
| Masquerade                                   | Capsicum annuum                    |
| Mata Frade                                   | Capsicum chinense                  |
| Matador                                      | Capsicum baccatum                  |
| Maui Purple                                  | Capsicum annuum                    |
| Maule's Red Hot                              | Capsicum annuum                    |
| Mauritius                                    | Capsicum annuum                    |
| Maya Pimento                                 | Capsicum chinense                  |
| Mayan Love Pepper                            | Capsicum annuum                    |
| Mazzetti Arancio                             | Capsicum annuum                    |
| Mazzetti Rosso                               | Capsicum annuum                    |
| Medusa                                       | Capsicum annuum                    |
| Mek Phet                                     | Capsicum annuum                    |
| Mesilla - Fingert Hots                       | Capsicum annuum                    |
| Mini Rocoto                                  | Capsicum pubescens                 |
| Miniature Bell red                           | Capsicum annuum                    |
| Miniature Bell yellow                        | Capsicum annuum                    |
| Miniature Chocolate                          | Capsicum annuum                    |
| Mirasol                                      | Capsicum annuum                    |
| Mistery Jungle                               | Capsicum chinense                  |
| Mistery Pakistan                             | Capsicum annuum                    |
| Mohawk                                       | Capsicum annuum                    |
| Morouga Blend                                | Capsicum chinense                  |
| Morouga Blend Ser Pepper                     | Capsicum chinense                  |
| Morouga Orange                               | Capsicum chinense                  |
| Morouga Yellow                               | Capsicum chinense                  |
| Morovars Yellow                              | Capsicum chinense                  |
| Morrón de Fabrica                            | Capsicum annuum                    |
| Mulato de S.Martin                           | Capsicum annuum                    |
| Mulato Isleno                                | Capsicum annuum                    |
| Murupi Amarela                               | Capsicum chinense                  |
| Murupita                                     | Capsicum annuum                    |
| Mustafa                                      | Capsicum annuum                    |
| Naga Black                                   | Capsicum chinense                  |
| Naga Chocolate Big Bang                      | Capsicum chinense                  |
| Naga Jolokia Purple                          | Capsicum annuum                    |
| Naga Korika                                  | Capsicum annuum                    |
| Naga Morich                                  | Capsicum chinense                  |
| Naga Lemon                                   | Capsicum baccatum                  |
| Nagalone Chocolate                           | Capsicum chinense                  |
| Nagykuti                                     | Capsicum annuum                    |
| Napoleon Sweet                               | Capsicum annuum                    |
| Napoli                                       | Capsicum annuum                    |
| Naranga                                      | Capsicum baccatum                  |
| Naso di Cane                                 | Capsicum annuum                    |
| Navajo                                       | Capsicum annuum                    |
| Nepal #1                                     | Capsicum annuum                    |
| Nepal #2                                     | Capsicum annuum                    |
| Nepalese Bell                                | Capsicum baccatum                  |
| Nepali                                       | Capsicum annuum                    |
| Nocturne                                     | Capsicum annuum                    |
| Nosegay                                      | Capsicum annuum                    |
| Numex 6.0                                    | Capsicum annuum                    |
| NuMex Big Jim                                | Capsicum annuum                    |
| NuMex Eclipse                                | Capsicum annuum                    |
| NuMex Floral Gem                             | Capsicum annuum                    |
| NuMex Halloween                              | Capsicum annuum                    |
| NuMex Joe E. Parker                          | Capsicum annuum                    |
| NuMex Memorial Day                           | Capsicum annuum                    |
| Numex Pinata                                 | Capsicum annuum                    |
| NuMex Primavera                              | Capsicum annuum                    |
| Numex Sandia                                 | Capsicum annuum                    |
| Numex Starburst                              | Capsicum annuum                    |
| Numex Suave Orange                           | Capsicum chinense                  |
| NuMex Sunrise                                | Capsicum annuum                    |
| NuMex Sunset                                 | Capsicum annuum                    |
| NuMex Sweet                                  | Capsicum annuum                    |
| Numex Twilight                               | Capsicum annuum                    |
| O'odham Chiltepin                            | Capsicum annuum var. glabriusculum |
| Olho de peixe                                | Capsicum chinense                  |
| Olivina                                      | Capsicum annuum                    |
| Onza Amarilla                                | Capsicum annuum                    |
| Onza Roja                                    | Capsicum annuum                    |
| Orange Lantern                               | Capsicum chinense                  |
| Orange Plum                                  | Capsicum annuum                    |
| Orange Squash Pepper                         | Capsicum annuum                    |
| Ose Utoro                                    | Capsicum chinense                  |
| Oxkutzcablan Orange                          | Capsicum annuum                    |
| Padi                                         | Capsicum annuum                    |
| Pain                                         | Capsicum chinense                  |
| Palmichal Negro                              | Capsicum annuum                    |
| Papaccella                                   | Capsicum annuum                    |
| Paradeisfrüchtiger                           | Capsicum annuum                    |
| Paradeisfrüchtiger Gelber                    | Capsicum annuum                    |
| Pasilla bajio                                | Capsicum annuum                    |
| Patio Hot Wings                              | Capsicum annuum                    |
| Pea                                          | Capsicum baccatum                  |
| Pellegrino                                   | Capsicum annuum                    |
| Peperone di Senise                           | Capsicum annuum                    |
| Pequin da Ischia                             | Capsicum annuum                    |
| Piquin                                       | Capsicum annuum                    |
| Peruvian Arancio                             | Capsicum baccatum                  |
| Peruvian Creole                              | Capsicum baccatum                  |
| Peruvian Golden                              | Capsicum chinense                  |
| Peruvian Lemon                               | Capsicum chinense                  |
| Peruvian Long Brown                          | Capsicum chinense                  |
| Peruvian Pointer                             | Capsicum baccatum                  |
| Peruvian Purple                              | Capsicum annuum                    |
| Peruvian Purple Like                         | Capsicum annuum                    |
| Peruvian Serlano                             | Capsicum chinense                  |
| Peruviano giallo-arancio                     | Capsicum baccatum                  |
| Peter Pepper Orange                          | Capsicum annuum                    |
| Peter Pepper Red                             | Capsicum annuum                    |
| Peter Pepper Yellow                          | Capsicum annuum                    |
| PI 152225 - Miscucho Colorado                | Capsicum chinense                  |
| PI 159236                                    | Capsicum chinense                  |
| PI 159252                                    | Capsicum baccatum                  |
| PI 215734                                    | Capsicum chinense                  |
| PI 224412                                    | Capsicum chinense                  |
| PI 241678                                    | Capsicum chinense                  |
| PI 241678 #2                                 | Capsicum chinense                  |
| PI 257126                                    | Capsicum chinense                  |
| PI 257127                                    | Capsicum chinense                  |
| PI 257129                                    | Capsicum chinense                  |
| PI 257176                                    | Capsicum chinense                  |
| PI 260504                                    | Capsicum chinense                  |
| PI 260521                                    | Capsicum chinense                  |
| PI 260523                                    | Capsicum chinense                  |
| PI 260567                                    | Capsicum baccatum                  |
| PI 281317                                    | Capsicum chinense                  |
| PI 281353                                    | Capsicum frutescens                |
| PI 370006                                    | Capsicum annuum                    |
| PI 427291                                    | Capsicum annuum                    |
| PI 439380                                    | Capsicum baccatum                  |
| PI 439410                                    | Capsicum baccatum var. pendulum    |
| PI 439416                                    | Capsicum chinense                  |
| PI 439423 - 1604                             | Capsicum chinense                  |
| PI 439427                                    | Capsicum chinense                  |
| PI 439437                                    | Capsicum chinense                  |
| PI 439437 Yellow                             | Capsicum chinense                  |
| PI 555627 - Cobanero                         | Capsicum annuum                    |
| PI 555634                                    | Capsicum frutescens                |
| PI 555641 - Cahobanero                       | Capsicum chinense                  |
| PI 593491                                    | Capsicum annuum var. glabriusculum |
| PI 593612                                    | Capsicum baccatum                  |
| PI 593612                                    | Capsicum chinense                  |
| PI 594136                                    | Capsicum baccatum                  |
| PI 645681 - GRIF 15939                       | Capsicum frutescens                |
| PI 653675 - Chocolate Congo                  | Capsicum chinense                  |
| Piccante a cuore                             | Capsicum annuum                    |
| Pickersgills orange                          | Capsicum chinense                  |
| Pickles (peperoncino)Pickles                 | Capsicum baccatum                  |
| Pickless Sweet                               | Capsicum annuum                    |
| Pico de Pajaro                               | Capsicum annuum                    |
| Piluca                                       | Capsicum annuum                    |
| Piment d'Espelette                           | Capsicum annuum                    |
| Pimenta Barra do Ribeiro                     | Capsicum baccatum                  |
| Pimenta Cheiro Do Norte                      | Capsicum chinense                  |
| Pimenta Chorichero Lungo                     | Capsicum annuum                    |
| Pimenta Chorichero Tondo                     | Capsicum annuum                    |
| Pimenta da Neyde                             | Capsicum chinense                  |
| Pimenta da Neyde x Serrano Monte d'Oro       | Capsicum chinense                  |
| Pimenta de Bico                              | Capsicum annuum                    |
| Pimenta De Cheiro                            | Capsicum chinense                  |
| Pimenta do Passarinho                        | Capsicum baccatum var. baccatum    |
| Pimenta do Rio Branco                        | Capsicum chinense                  |
| Pimenta Elisa Arancio                        | Capsicum chinense                  |
| Pimenta Kathumby                             | Capsicum chinense                  |
| Pimenta Morango                              | Capsicum chinense                  |
| Pimenta Petra Orange                         | Capsicum chinense                  |
| Pimenta Tiger                                | Capsicum chinense                  |
| Pimento Africano                             | Capsicum chinense                  |
| Pimento Blanco                               | Capsicum annuum                    |
| Pimento de Chorizero                         | Capsicum annuum                    |
| Pimento TT                                   | Capsicum chinense                  |
| Pimiento                                     | Capsicum annuum                    |
| Pimiento de Padrón                           | Capsicum annuum                    |
| Pimiento de Pilatos                          | Capsicum annuum                    |
| Pimiento de Puta la Madre                    | Capsicum annuum                    |
| Pimiento Pera Dulce                          | Capsicum annuum                    |
| Pimiento Picón                               | Capsicum annuum                    |
| Pimiento Piquillo                            | Capsicum annuum                    |
| Pingo de ouro                                | Capsicum chinense                  |
| Pinguita de Mono                             | Capsicum annuum                    |
| Pinzòn                                       | Capsicum chinense                  |
| PM 0361                                      | Capsicum chinense                  |
| Poinsettia                                   | Capsicum annuum                    |
| Polombo                                      | Capsicum baccatum var. pendulum    |
| Portokolova fifironka                        | Capsicum annuum                    |
| Portugese Goat Heart                         | Capsicum annuum                    |
| Praetermissum                                | Capsicum rabenii                   |
| Praire Fire                                  | Capsicum annuum                    |
| Pretty In Purple                             | Capsicum annuum                    |
| Pubescens Perù                               | Capsicum pubescens                 |
| Pucumaucho Hot                               | Capsicum baccatum                  |
| Puerto Valarta                               | Capsicum annuum                    |
| Puertorico Yellow                            | Capsicum chinense                  |
| Pulla                                        | Capsicum annuum                    |
| Punjab                                       | Capsicum annuum                    |
| Purple Beauty                                | Capsicum annuum                    |
| Purple Tiger (Trifetti)                      | Capsicum annuum                    |
| Purrira                                      | Capsicum annuum                    |
| Pusa Jwala                                   | Capsicum annuum                    |
| Pusztagold                                   | Capsicum annuum                    |
| Qeen Laury                                   | Capsicum baccatum                  |
| Quadrato d'Asti Giallo                       | Capsicum annuum                    |
| Quadrato d'Asti Rosso                        | Capsicum annuum                    |
| Quintirrisi Hot                              | Capsicum frutescens                |
| Quintisho                                    | Capsicum chinense                  |
| Rainforest                                   | Capsicum baccatum                  |
| Red Bandito                                  | Capsicum annuum                    |
| Red Cheese Pepper                            | Capsicum annuum                    |
| Red Chili Pepper                             | Capsicum annuum                    |
| Red Dominica                                 | Capsicum chinense                  |
| Red Mushrooms                                | Capsicum annuum                    |
| Red Pepper From Hell                         | Capsicum pubescens                 |
| Rezna Macedonian Strain                      | Capsicum annuum                    |
| Ring Of Fire                                 | Capsicum annuum                    |
| Rio Pejivalle Hot                            | Capsicum chinense                  |
| Rio Ronuro Hot                               | Capsicum chinense                  |
| Riot                                         | Capsicum annuum                    |
| Robertos Coban Seasoning                     | Capsicum chinense                  |
| Rocopica                                     | Capsicum cardenasii x pubescens    |
| Rocotillo Giallo                             | Capsicum baccatum                  |
| Rocoto - CAP 1492                            | Capsicum pubescens                 |
| Rocoto - CAP 217                             | Capsicum pubescens                 |
| Rocoto - CAP 363                             | Capsicum pubescens                 |
| Rocoto - PI 585273                           | Capsicum pubescens                 |
| Rocoto - PI355812                            | Capsicum pubescens                 |
| Rocoto Aji Largo                             | Capsicum pubescens                 |
| Rocoto Brown                                 | Capsicum pubescens                 |
| Rocoto Costa Rican Red                       | Capsicum pubescens                 |
| Rocoto Costa Rican Yellow                    | Capsicum pubescens                 |
| Rocoto Cuencano                              | Capsicum pubescens                 |
| Rocoto de Seda                               | Capsicum pubescens                 |
| Rocoto Ecuadorian Red                        | Capsicum pubescens                 |
| Rocoto Giallo                                | Capsicum pubescens                 |
| Rocoto Guatemalan Orange                     | Capsicum pubescens                 |
| Rocoto La Paz Rojo                           | Capsicum pubescens                 |
| Rocoto Manzano Amarillo                      | Capsicum pubescens                 |
| Rocoto Manzano Rojo                          | Capsicum pubescens                 |
| Rocoto Not Brown                             | Capsicum pubescens                 |
| Rocoto orange                                | Capsicum pubescens                 |
| Rocoto Perón Rojo                            | Capsicum pubescens                 |
| Rocoto Red                                   | Capsicum pubescens                 |
| Rocoto Río Hualaga orange                    | Capsicum pubescens                 |
| Rocoto rosso                                 | Capsicum pubescens                 |
| Rocoto San Isidro                            | Capsicum pubescens                 |
| Rocoto Turbo Pube                            | Capsicum pubescens                 |
| Romanian Sweet                               | Capsicum annuum                    |
| Rompedor                                     | Capsicum chinense                  |
| Rosso di Nocera                              | Capsicum annuum                    |
| Rotabasco                                    | Capsicum frutescens                |
| Royal Black                                  | Capsicum annuum                    |
| Royal Gold                                   | Capsicum chinense                  |
| Sakaibe                                      | Capsicum annuum                    |
| Salmon                                       | Capsicum annuum                    |
| San Isidro Rocoto                            | Capsicum pubescens                 |
| San Salvatore                                | Capsicum annuum                    |
| Sandero                                      | Capsicum annuum                    |
| Santa Fe Grande                              | Capsicum annuum                    |
| Santa Lucia Hot                              | Capsicum chinense                  |
| Santa Lucia Sweet                            | Capsicum annuum                    |
| Santa Rosa Blanco                            | Capsicum chinense                  |
| Santaka                                      | Capsicum annuum                    |
| Santo Domingo #4                             | Capsicum chinense                  |
| Sara Pears                                   | Capsicum chinense                  |
| Sárga Cseresznye                             | Capsicum annuum                    |
| Sarit Gat                                    | Capsicum annuum                    |
| Satan's Kiss - Bacio di Satana               | Capsicum annuum                    |
| Scarlet Lantern                              | Capsicum chinense                  |
| Schwarze Perle                               | Capsicum annuum                    |
| Scotch Bonnet Brown                          | Capsicum chinense                  |
| Scotch Bonnet Foodorama                      | Capsicum chinense                  |
| Scotch Bonnet Papa Joe's                     | Capsicum chinense                  |
| Scotch Bonnet Trinidad                       | Capsicum chinense                  |
| Scotch Bonnet Trinidad Red                   | Capsicum chinense                  |
| Scozzese                                     | Capsicum annuum                    |
| Sebes                                        | Capsicum annuum                    |
| Selvatico                                    | Capsicum baccatum                  |
| Serrano del Sol                              | Capsicum annuum                    |
| Serrano Los Llanos Market                    | Capsicum annuum                    |
| Serrano Monte d'Oro                          | Capsicum annuum                    |
| Serrano Purple                               | Capsicum annuum                    |
| Serrano Tampiqueño                           | Capsicum annuum                    |
| Shata Baladi                                 | Capsicum annuum                    |
| Sheepnose                                    | Capsicum annuum                    |
| Shepards Ramshorn                            | Capsicum annuum                    |
| Shishito                                     | Capsicum annuum                    |
| Sibirischer Hauspaprika                      | Capsicum annuum                    |
| Sigaretta di Bergamo                         | Capsicum annuum                    |
| Sili-A-Top                                   | Capsicum baccatum                  |
| Simojovel                                    | Capsicum annuum var. glabriusculum |
| Slovenia Giallo Lungo                        | Capsicum annuum                    |
| Snow White                                   | Capsicum chinense                  |
| Sonora                                       | Capsicum annuum                    |
| Sorok Sari                                   | Capsicum annuum                    |
| Soverato                                     | Capsicum annuum                    |
| Spagna                                       | Capsicum annuum                    |
| Stavros                                      | Capsicum annuum                    |
| Surprise Barcello                            | Capsicum chinense                  |
| Sweet Chocolate                              | Capsicum annuum                    |
| Tabasco                                      | Capsicum frutescens                |
| Tabasco Short Yellow                         | Capsicum frutescens                |
| Tabasco short yellow - annuum                | Capsicum annuum                    |
| Tailandia                                    | Capsicum annuum                    |
| Tailandia Ornamentale                        | Capsicum annuum                    |
| Tasmanian black                              | Capsicum annuum                    |
| Tasmanian Red                                | Capsicum annuum                    |
| Tears of Fire                                | Capsicum annuum                    |
| Tennessee Tears Drops                        | Capsicum annuum                    |
| Tepin #2                                     | Capsicum annuum                    |
| Tequila Sunrise                              | Capsicum annuum                    |
| Thai Burapa                                  | Capsicum frutescens                |
| Thai Denchai 198                             | Capsicum annuum                    |
| Thai Hot                                     | Capsicum annuum                    |
| Thai Orange Hot                              | Capsicum annuum                    |
| Thai Orange Large                            | Capsicum annuum                    |
| Thai Red Hot                                 | Capsicum annuum                    |
| Thai Yellow                                  | Capsicum annuum                    |
| The Violett Cables                           | Capsicum annuum                    |
| Tobago Seasoning                             | Capsicum chinense                  |
| Tollis Sweet                                 | Capsicum annuum                    |
| Tondo da farcire                             | Capsicum annuum                    |
| Tondo grosso da farcire                      | Capsicum annuum                    |
| Tongue of Fire                               | Capsicum annuum                    |
| Topepo Rosso                                 | Capsicum annuum                    |
| Tovarii                                      | Capsicum tovarii                   |
| Trinidad Congo                               | Capsicum chinense                  |
| Trinidad Douglah                             | Capsicum chinense                  |
| Trinidad Perfume                             | Capsicum chinense                  |
| Trinidad Scorpion                            | Capsicum chinense                  |
| Trinidad Scorpion Butch T                    | Capsicum chinense                  |
| Trinidad Scorpion Chocolate                  | Capsicum chinense                  |
| Trinidad Scorpion Green                      | Capsicum chinense                  |
| Trinidad Scorpion K                          | Capsicum chinense                  |
| Trinidad Scorpion Morouga Yellow             | Capsicum chinense                  |
| Trinidad Scorpion Orange                     | Capsicum chinense                  |
| Trinidad Scorpion x Bhut Jolokia             | Capsicum chinense                  |
| Trinidad Scorpion Yellow Cardi               | Capsicum chinense                  |
| Triple Chile                                 | Capsicum annuum                    |
| Tsilandilmila                                | Capsicum annuum                    |
| Tucurrique Yellow                            | Capsicum chinense                  |
| Tunisian Baklouti                            | Capsicum annuum                    |
| Türkischer Gewürzpaprika                     | Capsicum annuum                    |
| Turks cap                                    | Capsicum annuum                    |
| Uganda                                       | Capsicum chinense                  |
| Ulupica Large                                | Capsicum cardenasii x pubescens    |
| Umbrella                                     | Capsicum annuum                    |
| Uña de pavo                                  | Capsicum frutescens                |
| Ungherese Arancio Cuore                      | Capsicum annuum                    |
| Ungherese Arancio Lungo                      | Capsicum annuum                    |
| Ungherese Black                              | Capsicum annuum                    |
| Ungherese Campana                            | Capsicum annuum                    |
| Ungherese Giallo Lungo                       | Capsicum annuum                    |
| Ungherese Giallo Tondo                       | Capsicum annuum                    |
| Ungherese Rosso Conico                       | Capsicum annuum                    |
| Ungherese Rosso Lungo                        | Capsicum annuum                    |
| Ungherese Rosso Piccolo                      | Capsicum annuum                    |
| Ungherese Sweet                              | Capsicum annuum                    |
| Unknown Pepperlover                          | Capsicum sp.                       |
| Uvilla Grande                                | Capsicum chinense                  |
| Vanuatu AISPES                               | Capsicum chinense                  |
| venezuela                                    | Capsicum annuum                    |
| Venezuela Purple                             | Capsicum annuum                    |
| Venus of Villendorf                          | Capsicum annuum                    |
| Vicentes annuum                              | Capsicum annuum                    |
| Vietato                                      | Capsicum annuum                    |
| Violetta                                     | Capsicum annuum                    |
| Volcano                                      | Capsicum annuum                    |
| Wenk's Yellow Hots                           | Capsicum annuum                    |
| West Virginian Pea                           | Capsicum annuum                    |
| Wild Brasil                                  | Capsicum chinense                  |
| Wild Brasil #2                               | Capsicum chinense                  |
| Wild Grove                                   | Capsicum frutescens                |
| Wirri-Wirri                                  | Capsicum chinense                  |
| Wrinkled Old Man                             | Capsicum annuum                    |
| Xigole                                       | Capsicum annuum                    |
| Yellow Bedder                                | Capsicum annuum                    |
| Yellow Bumpy                                 | Capsicum chinense                  |
| Yellow Fire                                  | Capsicum chinense                  |
| Yellow Pointy                                | Capsicum chinense                  |
| Yemen Arancio                                | Capsicum annuum                    |
| Yemen Grosso                                 | Capsicum annuum                    |
| Yemen Rosso                                  | Capsicum annuum                    |
| Yesil Tatli                                  | Capsicum annuum                    |
| Yolo Wonder                                  | Capsicum annuum                    |
| Zavory                                       | Capsicum chinense                  |
| Zimbabwe Bird Pepper                         | Capsicum annuum                    |
| Zimbabwe Black                               | Capsicum annuum                    |
| Zuzqua                                       | Capsicum annuum                    |